# لو كوربوزييه
شارل إدوار جانيريه-كري أو كما يُعرف لو كوربوزييه (بالفرنسية: Charles-Édouard Jeanneret-Gris أو Le Corbusier ؛ 6 تشرين أول/ أكتوبر 1887 - 6 آب/ أغسطس 1965) معماري سويسري/ فرنسي، وأحد رواد عمارة الحداثة في القرن العشرين. اشتهر بإنجازاته ذات الأسلوب الدولي. كان رائداً في الدراسات النظرية للتصميم الحديث وقد كرّس نفسه لتزويد ظروف معيشية أفضل لسكّان المدن المزدحمة. تواصلت مهنته خمسة عقود، بعدما أنشئت البنايات في أوروبا الوسطى، والهند، وروسيا، بالإضافة إلى بناء واحد في الولايات المتحدة. كان أيضاً مخطّطاً، ورسّاماً، ونحّاتاً، وكاتباً، ومصمماً للأثاث. وكان عضوا في المؤتمر الدولي للعمارة الحديثة.
وباستثناء عدد قليل من المباني العامة، جاءت معظم إنجازات لو كوربوزييه في النصف الأول من القرن العشرين في مجال المباني السكنية، لكنه في الفترة اللاحقة أنجز عددا كبيرا من المباني العامة في أوروبا وفي بلدان مختلفة من العالم، كالبرازيل، الولايات المتحدة، تونس، العراق، الهند، اليابان، وغيرها. بالإضافة إلى ذلك، الكم الكبير من الأعمال التي لم يتم تنفيذها وبقيت طي الكتمان. هذا بالإضافة إلى كتاباته العديدة ومحاضراته عن العمارة والتخطيط والتصميم بأنواعه.
وقد تم مؤخرا اقتراح إدراج عدد من إنجازات لوكوربوزييه لتُضاف إلى قائمة التراث العالمي التابعة لليونيسكو تحت عنوان «تحف لو كوربوزييه المعمارية» في دول مختلفة حول العالم.

## الحياة الشخصية
وُلد شارل إدوار جانيريه في 6 تشرين الأول/ أكتوبر 1887، في مدينة لا شو دي فون في سويسرا. وكان ثاني أبناء إدوار جانيريه، وهو أحد الفنانين السويسريين. كما كانت أم شارل موسيقية ومعلمة بيانو. تنحدر عائلته من مدينة ألبي بمقاطعة تارن بفرنسا، الذين قاموا ضد الكنيسة الكاثوليكية وعانوا منها لوقت طويل، حيث فرت العائلة مع الهوغونو (بروتستانتيي فرنسا) إلى جبال جورا السويسرية خلال الحملة الصليبية على الكثار في القرن الثاني عشر. ولقد كان لكل هذه العوامل تأثيرات تكوينية على شخصية لو كوربوزييه الشاب. حيث غادر شارل مدرسته في عمر الثالثة عشر ليلتحق بمدرسة الفنون والحرف في لاشوز دو فوند بسويسرا، كنقاش ومرصع، وتأثر إلى حد كبير بأستاذه تشارلز لوبلاتونييه الذي كان مهتما بالرسم وبفن العمارة. ولقد تبنى إسمه الجديد «لوكوربوزييه» بعد انتقاله إلى باريس في عام 1917، وهو اسم يعود لأحد أجداده. وقد تزوج عارضة الأزياء إيفون غاليس من إمارة موناكو في عام 1930، بعد أن أصبح مواطناً فرنسياً، والتحق بعدها بالحركة النقابية في فرنسا. توفي لو كوربوزييه في 27 آب/ أغسطس 1965 في جنوب فرنسا.

## السيرة المهنية

### البدايات والتعليم

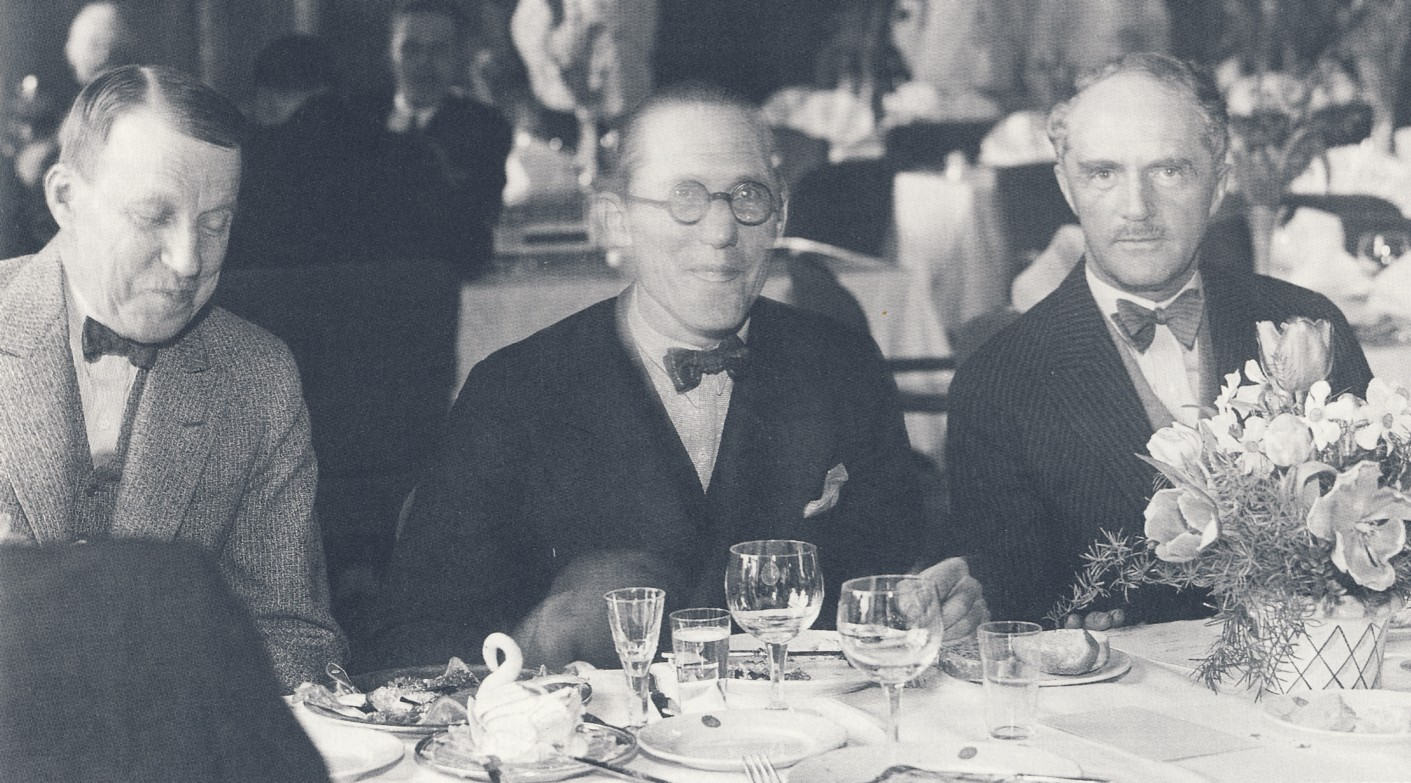
لوكوربوزييه في ستوكهولم، 1933.

تدرّب لوكوربزييه على الفن عدة سنوات، ثم سافر إلى مناطق مختلفة في ألمانيا. درس في باريس على يد أوغست بيريه، وانغمس في الحياة الثقافية والفنية للمدن. وقد تعاونا في مجال الخرسانة المسلحة، كما ساعده بيريه في توسيع قاعدة معلوماته عن العمارة الكلاسيكية الجديدة. كان لديه أثناء هذه الفترة اهتماماً حاداً بتأليف الفنون المختلفة. ومنذ البداية، أثبت لو كوربوزييه أنه وريث التقنية الفرنسية التقليدية في مجال الخرسانة المسلحة كما ظهرت سابقا في أعمال أسلافه من المعماريين الفرنسيين أمثال توني غارنييه وِأوغست بيريه. ولقد استوعب لو كوربوزييه ذلك الدرس من خلال تدريبه المهني لمدة 14 شهرا في مكتب بريه في باريس عام 1908. كما تمكن لو كوربوزييه من استيعاب أهم الإنجازات الألمانية في مجال التصميم الصناعي باحتكاكه المباشر بأهم المعماريين العاملين في ذلك المجال في ألمانيا آنذاك من خلال تواجده في مكتب بيتر بيرنز لمدة خمسة شهور أمضاها في ألمانيا لغرض إعداد تقرير عن الفنون التطبيقية الألمانية بدعم من مدرسته، مدرسة الفنون والحرف في نيو شاتل بسويسرا. كان يعمل في مكتب بيرنز في ذات الفترة أيضا المعماريان الشهيران لودفيغ مس فان ديرو، ووالتر غروبيوس. لكنه لا يُعلم إن كان للو كوربوزييه علاقة مباشرة معهما آنذاك. كما قابل خلال رحلاته المعماري النمساوي جوزيف هوفمان في فينا، الذي عرض عليه العمل في مكتبه آنذاك، دون جدوى.

### المباني السكنية

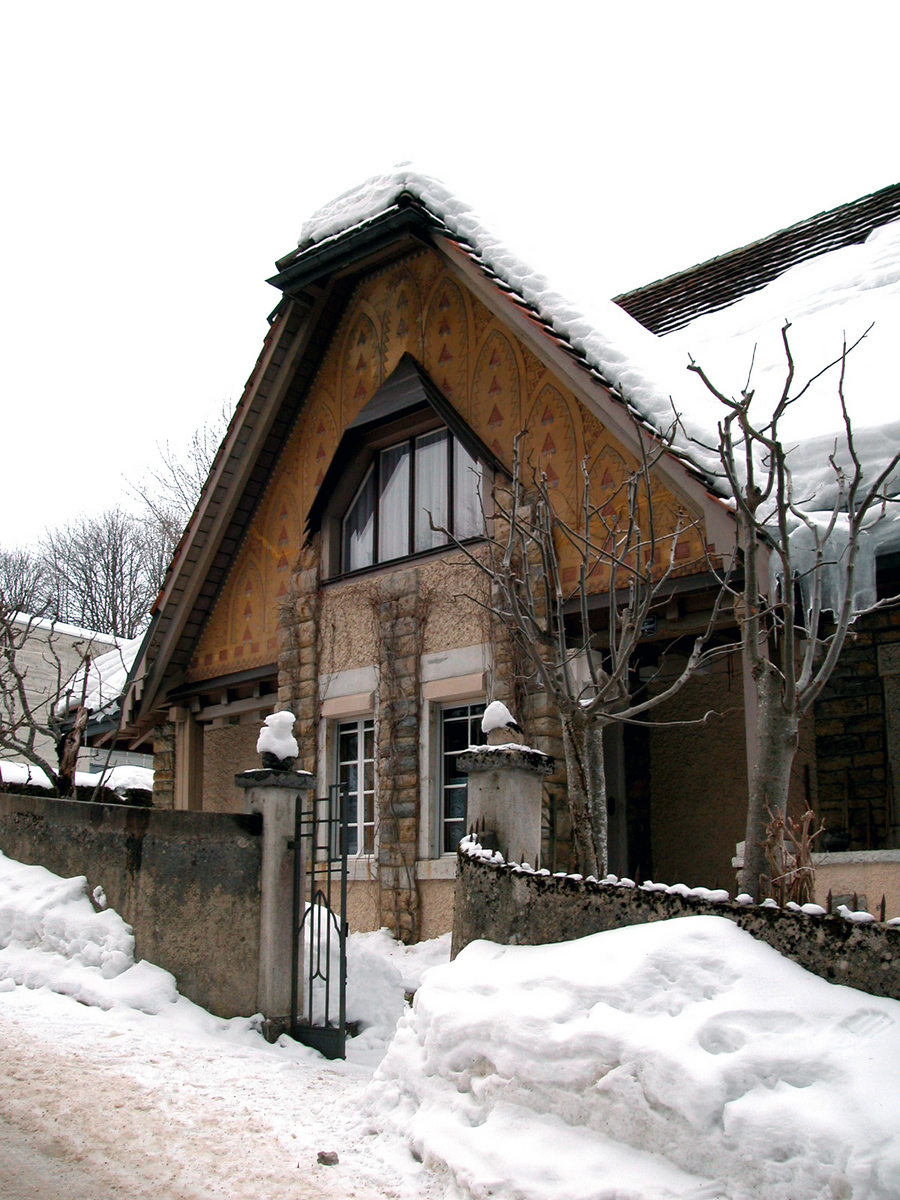
فيلا فاليه، 1905.

عاد لو كوربوزييه إلى بلدته بُعيد رحلاته القصيرة في أوروبا ليعمل في التدريس في مدرسة البلدة المحلية، مدرسة الفنون والحرف، التي كانت ماتزال تحت تأثير تيار الفن الجديد. لكنه لم يبق هناك طويلا، إذ ما لبث أن غادرها إثر تغيرات في الحكم المحلي وانقطاع الدعم من مدرسته الصغيرة في شودفون، متوجها إلى باريس عام 1916. لكنه في تلك الفترة القصيرة التي قضاها في شودفون أنجز عددا من المباني السكنية فيها مزيج من التراث السويسري المحلي، بالإضافة إلى كم من التفاصيل الفنية التي تنتمي إلى تيار الفن الجديد، التي توجد في الدربزينات، النوافذ، في تكسية الجدران، وغير ذلك من التفاصيل المعمارية. من تلك المباني فيلا فاليه عام 1907. لكن تأثير رحلاته الأوربية، وعمله الوجيز في ألمانيا وفرنسا، ورحلته إلى الشرق، إلى اليونان وإيطاليا، وتركيا، غير من توجهاته الإقليمية، كما ظهر جليّا في فيلا فافيرا-جاكوت عام 1912، ذات المعالم الكلاسيكية، التي يبدو لو كوربوزييه فيها متأثرا ببعض أعمال بيزنز وهوفمان وبيريه، والتي ابتعد فيها عن الشكل التقليدي المعتاد المستمد من الشاليهات السويسرية.
لكن الفيلا التي اعتبرها جديرة بالنشر في مجلته (الروح الجديدة) أو The Spirit Nouveaux كانت فيلا شواب عام 1916، التي كانت من أوائل الفلل في أوروبا التي يعتمد نظامها الإنشائي على الخرسانة المسلحة باستخدام الأعمدة الدائرية المستقلة عن الجدران والأسقف المستوية، مما أتاح إمكانية عمل فتحات كبيرة من الزجاج المزدوج في واجهة غرف الإستقبال الرئيسية المطلة على الحديقة الخلفية.
كانت فيلا شواب أول تجربة للو كوربوزييه في استخدام نظام إنشائي هيكلي يعتمد على الخرسانة المسلحة، وقد جاءت تلك التجربة في التواصل مع أفكاره السابقة بهذا الصدد، التي كان قد عبر عنها سابقا في عام 1914 باقتراحه نظاما إنشائيا هيكليا نمطيا يعتمد على الخرسانة المسلحة بأسقف مستوية اُطلق عليه اسم Domino. ابتكر لو كوربوزييه نموذج الدومينو هذا ليكون نموذجا اقتصاديا سهل التنفيذ باستخدامه بشكل أساسي لحل مشكلة السكن رخيص التكاليف. ولقد جائت تسمية دومينو بسبب التشابه بين شكل المسقط الأفقي واللعبة المعروفة بذات الاسم، كما هدفت التسمية إلى بيان الشبه بين الإنموذج المذكور، واللعبة المعروفة بذات الاسم لأكثر من تشابه المسقط الأفقي للإنموذج المقترح مع شكل أحجار الدومينو لعمل تراكيب متعددة الأشكال لوحدات سمنية أكبر يمكن استخدامها للحصول على مجمعات سكنية يتم تنظيم أشكالها بحيث تحصر فيما بينها حيزا حدائقيا مشتركا.

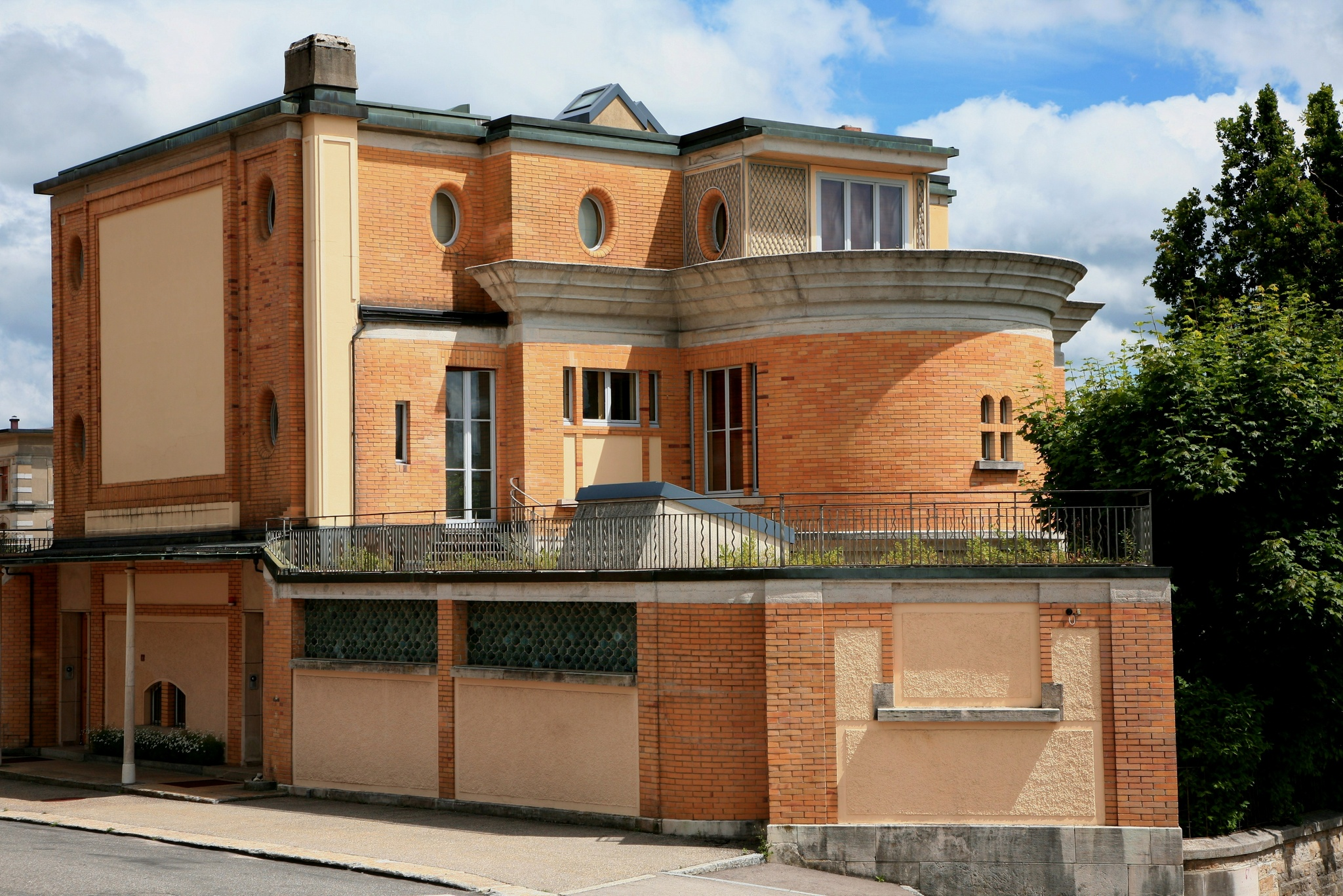
فيلا شواب.

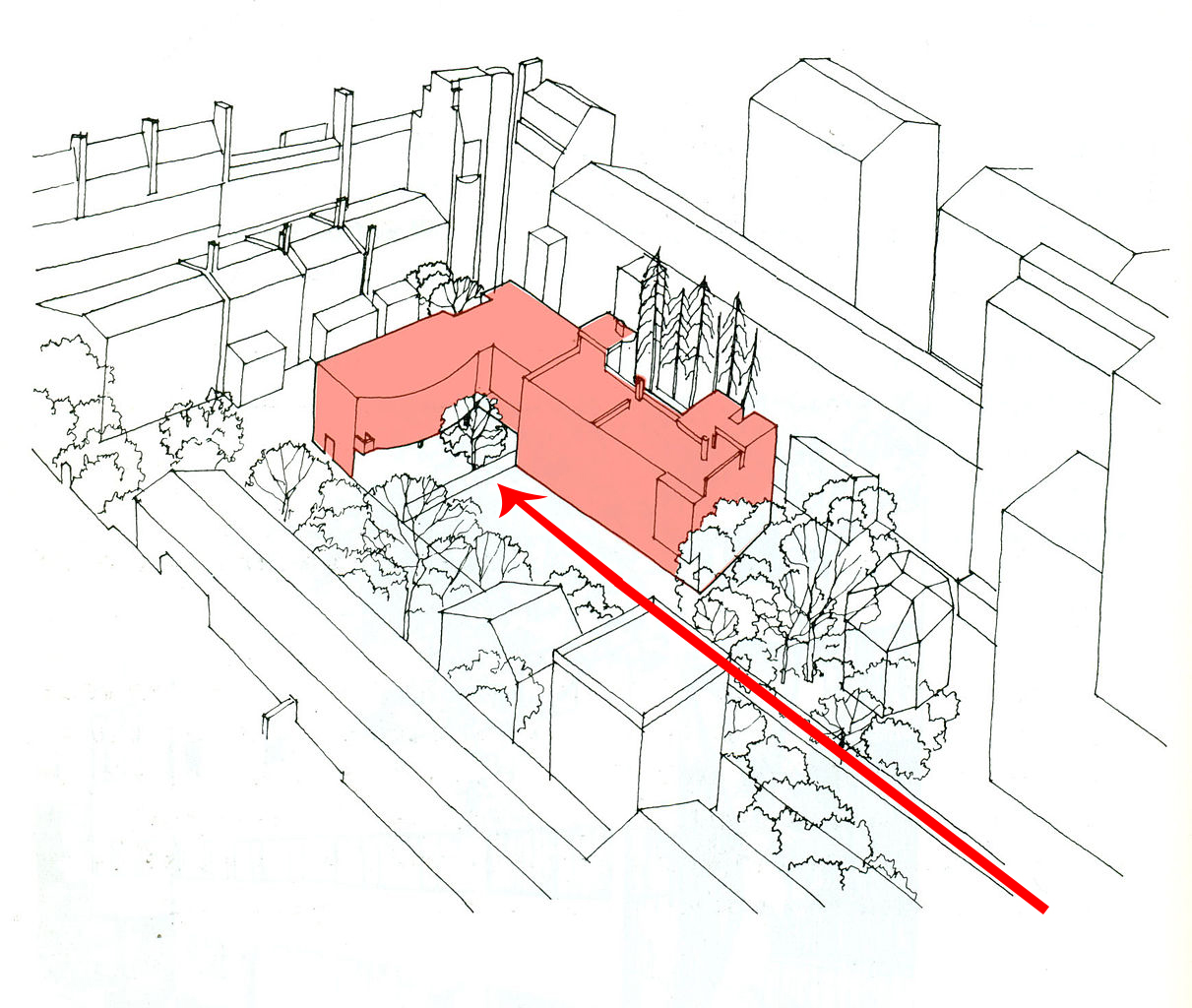
فيلا لا روش.

كانت أعمال لو كوربوزييه المبكّرة تتعلّق بالطبيعة، ولكن حينما نضجت أفكاره، طوّر ما يسمى Maison Dom-ino، وهو نموذج أساسي من البنايات للإنتاج الشامل الذي يميزه الأعمدة الطليقة والطوابق الصلبة. في 1917 استقرّ في باريس حيث أصدر كتاب (نحو هندسة معمارية جديدة)، مستنداً على مقالاته السابقة في مجلة "L'Esprit Nouveau". وفي عام 1922 عمل لو كوربوزييه مع ابن عمه بيير جانيريه. لقد أنتج لو كوربوزييه أثناء الحرب العالمية الثانية، قليلاً من النظريات على نماذجه وعلى مقياس وحدة السكن. وقد تم رفض بنايات لو كوربوزييه في عام 1947 ذات الأشكال الصناعية السابقة والتي استُعمل فيها مواد عادية، وخرسانة مسلحة، وتركيب أفضل. ومع حلول نهاية حياته، عمل لو كوربوزييه على عدّة مشاريع في الهند، التي استعمل فيها المواد الصلبة والأشكال النحتية. تبنّى في هذه البنايات العمود الهيكلي المثبّت، والسلم المعبّر، والمستويات غير المزيّنة من نقاطه الخمس المشهورة في الهندسة المعمارية.
لقد قام لوكوربوزييه بشرح عدة أنماط في العمارة أثناء محاضراته التي كان يلقيها في بداياته. وفي محاضرته عام 1927 توج لو كوربوزييه أفكاره عن تصميم المسكن المستقل الحديث باقتراحه أنماط أربعة نقية يحقق كل منها نوعا من الكمال النوعي في هذا المجال. جاءت تلك الأنماط الأربعة على النحو التالي:
النمط الأول: هو نمط نحتي تركيبي، تنعكس في هذا النمط التقسيمات المختلفة للغرف في تشكيل نحتي تركيبي يظهر فيه المبنى كمجموعة من الحجوم المتجاورة أو المتراكبة، مثل فيلا لاروش 1925 - 1922. أما النمط الثاني: فهو نحتي تفريغي، تنضغط هنا كافة الغرف ضمن إطار صندوقي مكتمل تماما يتم تفريغ الحجوم من داخله بحيث تنفتح الفراغات الداخلية على بعضها وتتداخل في تنظيم حجمي مركب ومتداخل الأجزاء تتصل أجزاؤه المختلفة بواسطة الأدراج والمنحدارات، ويكون للأجزاء الرئيسية للمسكن دوما اتصال بصري ببعضها البعض. يتطلب هذا النمط جهدا تصميميا أكبر من غيره لكنه يعطي إحساسا جماليا أكثر نقاء. ومن الأمثلة على ذلك فيلا ستاين Villa Stein at Garsches عام 1927. هذا النمط هو الأقرب إلى فكرة المسقط الحجمي التي وردت في تصاميم أدولف لوس. أما النمط الثالث: فيسمح بتشكيل حر للفراغات والغرف (مسقط حر) ضمن إطار هيكلي إنشائي منتظم مستوحى من أنموذج الدومينو. ويسمح هذا النمط أيضا بتوفير مساحات مظللة حول أطراف المبنى تكون مفيدة جدا في بعض المناطق الجغرافية ذات المناخ الحار. مثال: فيلا بيزوه في قرطاج بتونس عام 1928. أما النمط الرابع: فيجمع مزايا الأنماط الثلاثة السابقة، ويحقق الحرية المطلوبة للمسقط الأفقي كما في النمطين الأول والثالث ويحقق النقاء الشكلي كما في النمط الثاني. مثال: فيلا سافوي في بواسي بفرنسا 1928-1931.
وبعد نهاية الحرب العالمية الثانية بسنوات، تمكن لو كوربوزييه من تنفيذ بعض أهم أفكاره التي كان قد ناضل من أجلها في الفترة السابقة، فترة مابين الحربين. فبدعم من وزير الإسكان الفرنسي نجح لو كوربوزييه في تصميم وتنفيذ مشروع سكني رئيس هام في مدينة مرسيليا جنوب فرنسا، هو عبارة عن عمارة سكنية ضخمة، أطلق عليها اسم وحدة السكن (بالفرنسية: Unite' d'Habitation)، وهي وحدات متعددة الطبقات، تتسع لسكن حوالي ألف وستمائة شخض، وتم إنشاؤها في الفترة 1946-1952. احتوى المبنى على ثلاثمائة وسبع وثلاثين وحدة سكينة، تراوحت بين ثلاثة وعشرين نموذجا سكنيا تفاوتت سعة النموذج الواحد من غرفة واحدة، إلى ما يتسع لعائلة من ثمانية أفراد. وبالإضافة إلى الوحدات السكنية، اشتمل المبنى على طابق وسطي مخصص للمحال التجارية التي تخدم المساكن كان بمثابة سوق داخلي لخدمة احتياجات السكانين. كما قام لو كوربوزييه باستغلال سطح المبنى كساحة كبيرة ومسبح مكشوف مجاورين للجزء المخصص كروضة أطفال على السطح. كما تم رفع الطابق الأرضي عن سطح الأرض على أعمدة ضخمة لتوفير مساحة مظللة على مستوى الأرض الطبيعية، لخدمة السكانين وإتاحة الفرصة لهم للتمتع بالطبيعة المحيطة بالمبنى من كل جانب. في هذا المشروع، أمكن لو كوربوزييه إخراج جملة من أفكاره في مجال الإسكان التي سعى لتحقيقها منذ فترة العشرينات، على الأقل إلى حيز الوجود، وبنجاح كبير. وقد تم بناء عدة وحدات سكنية من هذا النوع في مناطق عديدة من فرنسا، حتى أن واحدة تم بناؤها في ألمانيا، في برلين، عام 1956-1958. وبالرغم من عدم نجاح هذه الفكرة الإسكانية برمتها بالشكل الذي توقعه لو كوربوزييه، إلا أنها كانت ولا تزال من أهم التجارب الإسكانية في القرن العشرين.

### المؤتمر الدولي للعمارة

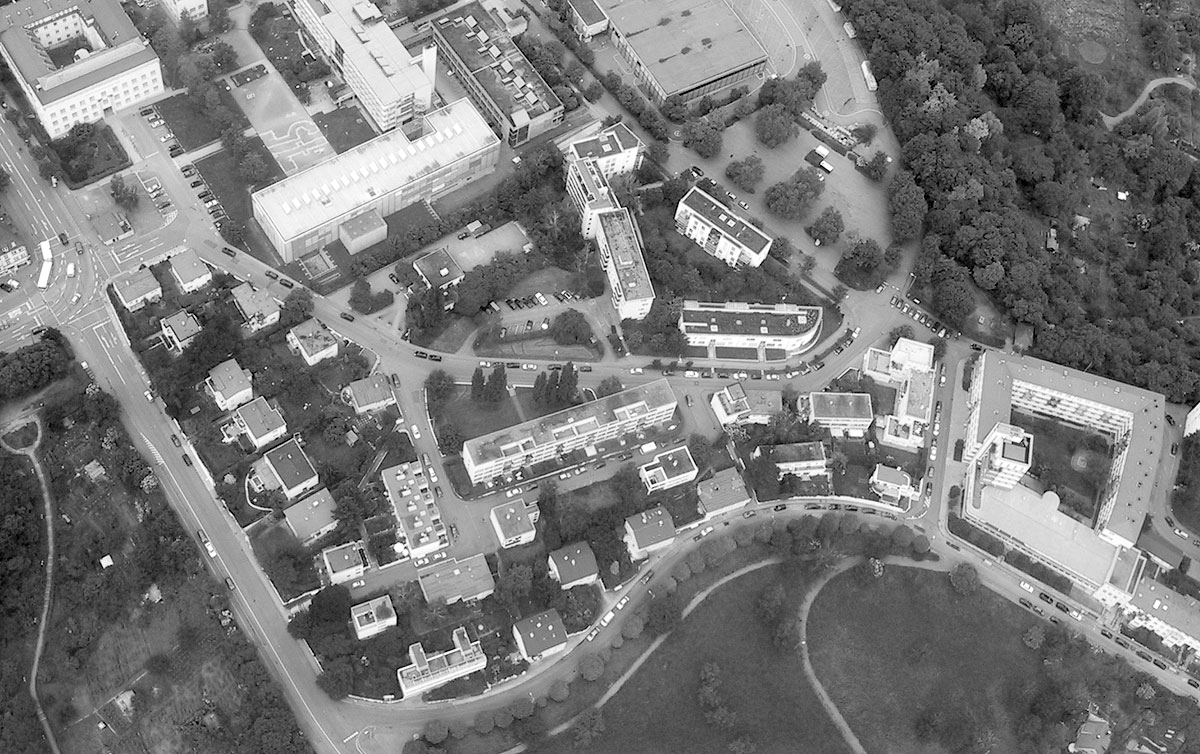
معرض وايزنهوف في شتوتغارت، ألمانيا. حيث انعقد المؤتمر الدولي للعمارة الحديثة عام 1928.

كان عام 1927 عامًا حاسما بالنسبة للو كوربوزييه، ولعمارة الحداثة بشكل عام. ويعود ذلك لتمكن لو كوربوزييه من بناء نماذج عمارات الشقق السكنية لأول مرة في معرض فاسينهوف بشتوتغارت، ونشر نقاطه الخمس في أصول تصميم المسكن الحديث في كنالوج المعرض بقدر أنه يعود لمشاركته المثيرة للجدل في مسابقة مقر عصبة الأمم في جنيف. قدم لو كوربوزييه في تلك المسابقة مشروعا حداثي الطبع في تصميمه المعماري بشكل عام وإن كان التشكيل العام للحجوم المختلفة أقل ابتكارا. كما قام لو كوربوزييه برفع معظم أجزاء الموقع لمن يتواجد داخل المشروع على مستوى الأرض الطبيعية من المشاة أو راكبي السيارات. أما واجهات المبنى فكانت بشكل فتحات أفقية مستمرة على طول الواجهة تتكرر في كل طابق من طوابق المبنى. وتميز تصميم المدرج الرئيس (مقر الاجتماعات) بشكله القطاعي الذي يتناسب مع متطلبات تصميم الحيز الداخلي. وقد كان تصميم لو كوربوزييه الذي قدمه بالاشتراك مع بيير جانيريه من ضمن عدد قليل جدا من التصاميم الأكثر حداثة، مثل تصميم هاينس ماير وهانز ويتور التي شكلت نسبة ضئيلة من مجموع تصاميم المشاركين بالمسابقة. وبالرغم من وجود تأييد لتصميم لو كوربوزييه من قبل بعض صغار أعضاء لجنة الحكم، فقد جاء قرار لجنة الحكم في نهاية الأمر بحجب الجائزة الأولى، وإلغاء مشاركة لو كوربوزييه بسبب طريقة الإظهار المعماري التي خالف فيها شروط المسابقة حيب قرار المحكمين، وقد تم لاحقا تكليف أربعة من المتقدمين بعمل تصميم مشترك جاء بشكل محافظ أكثر تقليدية وانسجاما مع المبادئ التصميمية المعروفة والمتبعة في مدرسة الفنون الجميلة.
بيد أن تصميم لو كوربوزييه، بالرغم من عدم فوزه بالمسابقة حظي بإعجاب غالبية الكثير من المعماريين الشباب في ذلك الوقت. وقد عكست نتائج المسابقة الفجوة المتنامية بين المعماريين أنصار المناهج التقليدية لأكاديمية الفنون الجميلة، والمعماريين الأكثر حداثة مثل لو كوربوزييه. وقد أدت الصدمة الناجمة عن قرار لجنة التحكيمم، فيما اعتبره كثير من المعماريين قرارا رجعيا بحق العمارة الحديثة، إلى المسارعة بتأسيس تجمع مؤسسي للمعماريين الحداثيين اُطلق عليه المؤتمر الدولي للعمارة الحديثة الذي عقد أول اجتماع له في قصر قديم تملكه السيدة هيلين دي مندروه في لاسراز بسويسرا عام 1928. ومنذ ذلك الوقت وحتى انحلالها في نهاية الخمسينات كانت تلك المؤسسة التي أصبحت تُعرف باسمها المختصر - CIAM مسؤولة عن صياغة أهم مبادئ العمارة وتخطيط المدن الحداثي وذلك من خلال اجتماعاتها المتكررة وبياناتها التفصيلية في العمارة وتخطيط المدن، التي كان من أشهرها ميثاق أثينا The Charter of Athens، الذي صاغه أعضاء سيام، وفي مقدمتهم لو كوربوزييه، على متن السفينة س. س. باتري بين أثينا ومرسيليا عام 1933.
لكن بالرغم من نتيجة المسابقة التي جاءت في صالح التقليديين، فقد كان لها بالنسبة للو كوربوزييه جانب إيجابي. فقد أصبح تصميم لو كوربوزييه وشخص لو كوربوزييه نفسه، أسطورة ورمز لعمارة الحداثة. وقد نجح لو كوربوزييه في تقمص هذا الدور إلى نهاية حياته.

## مشاريع عامة

### أوروبا

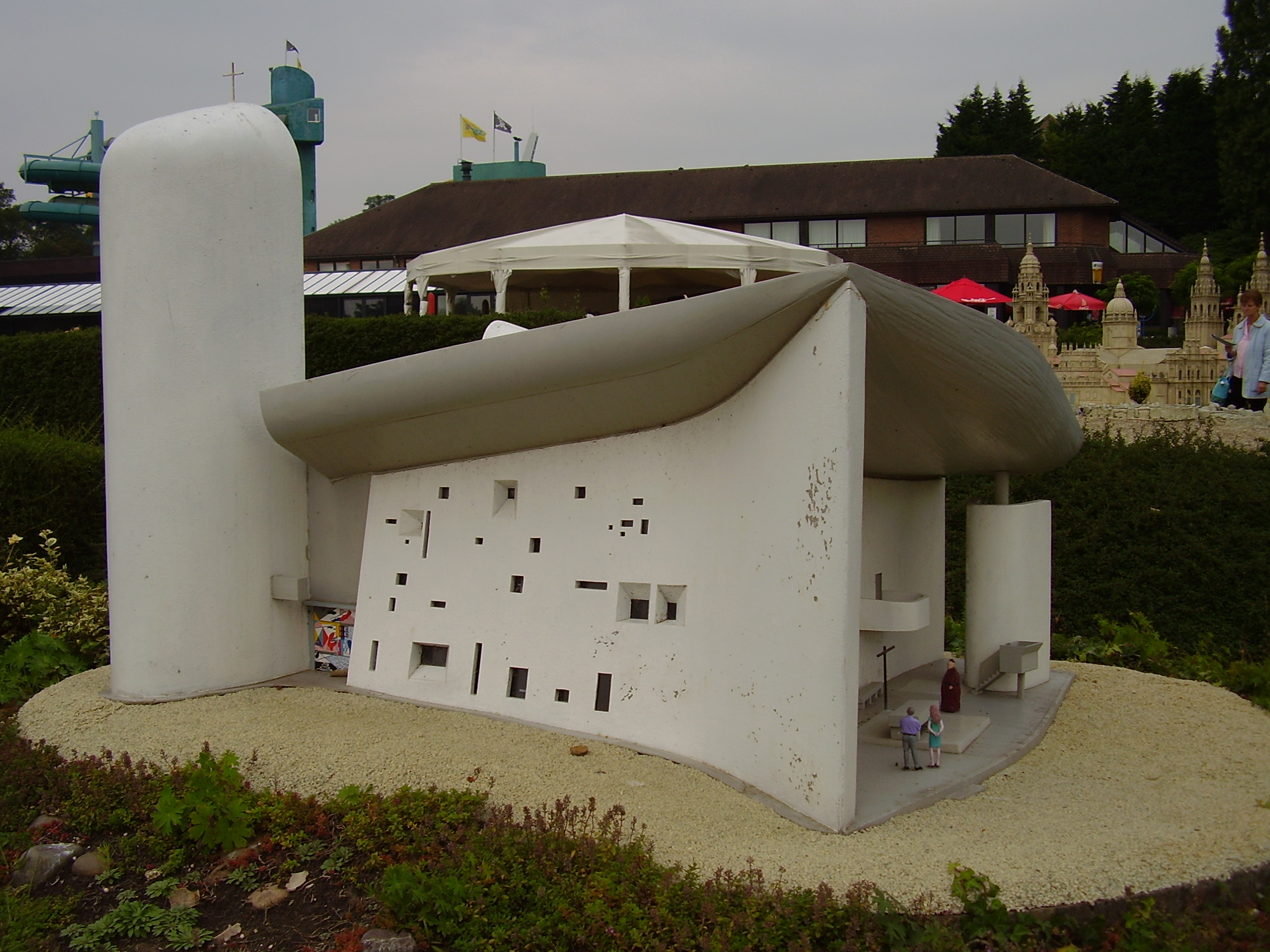
مجسم لكنيسة نوتر دام دي أو في رونشامب، فرنسا.

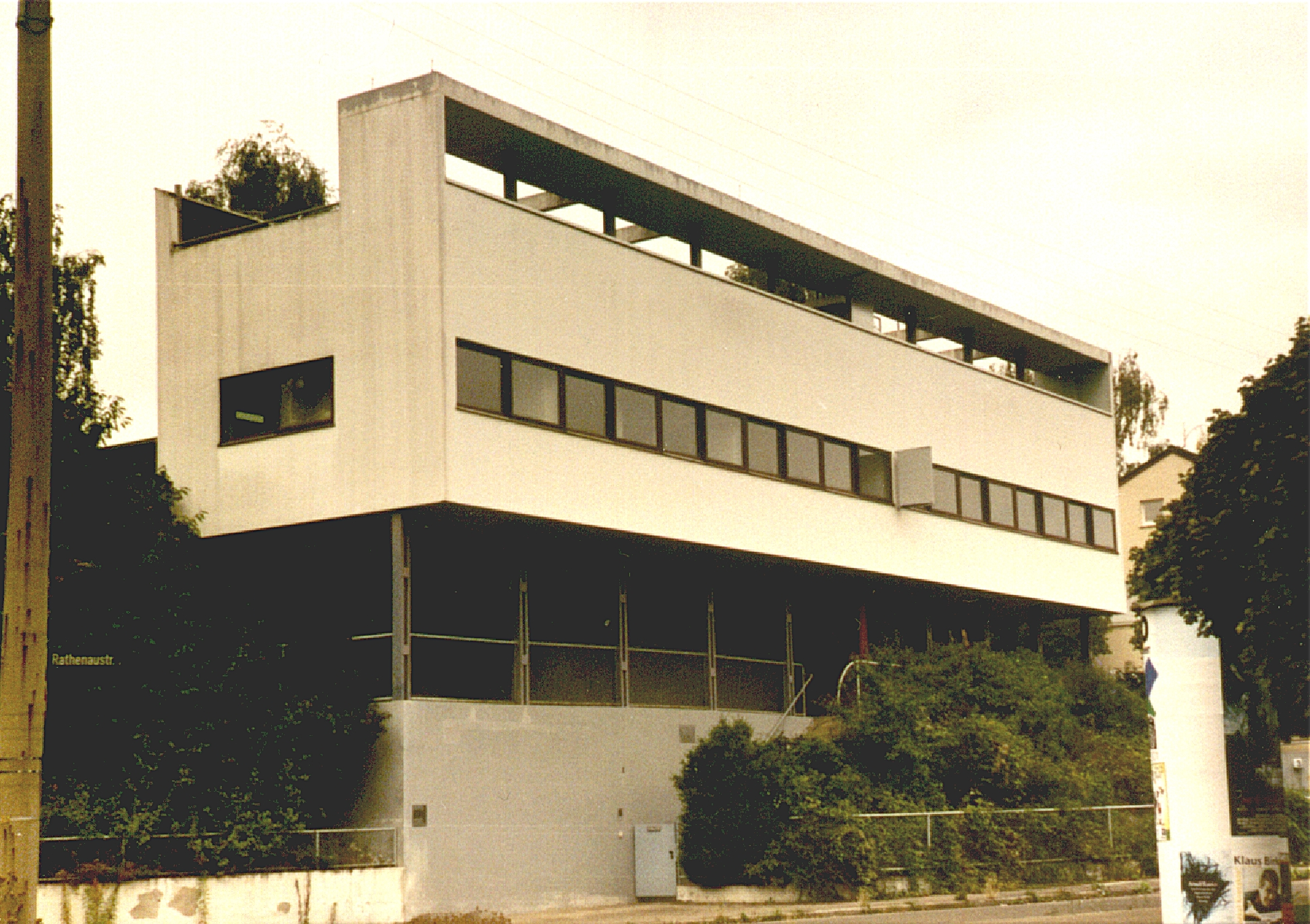
بيت لو كوربوزييه في وايسنهوف، ألمانيا.

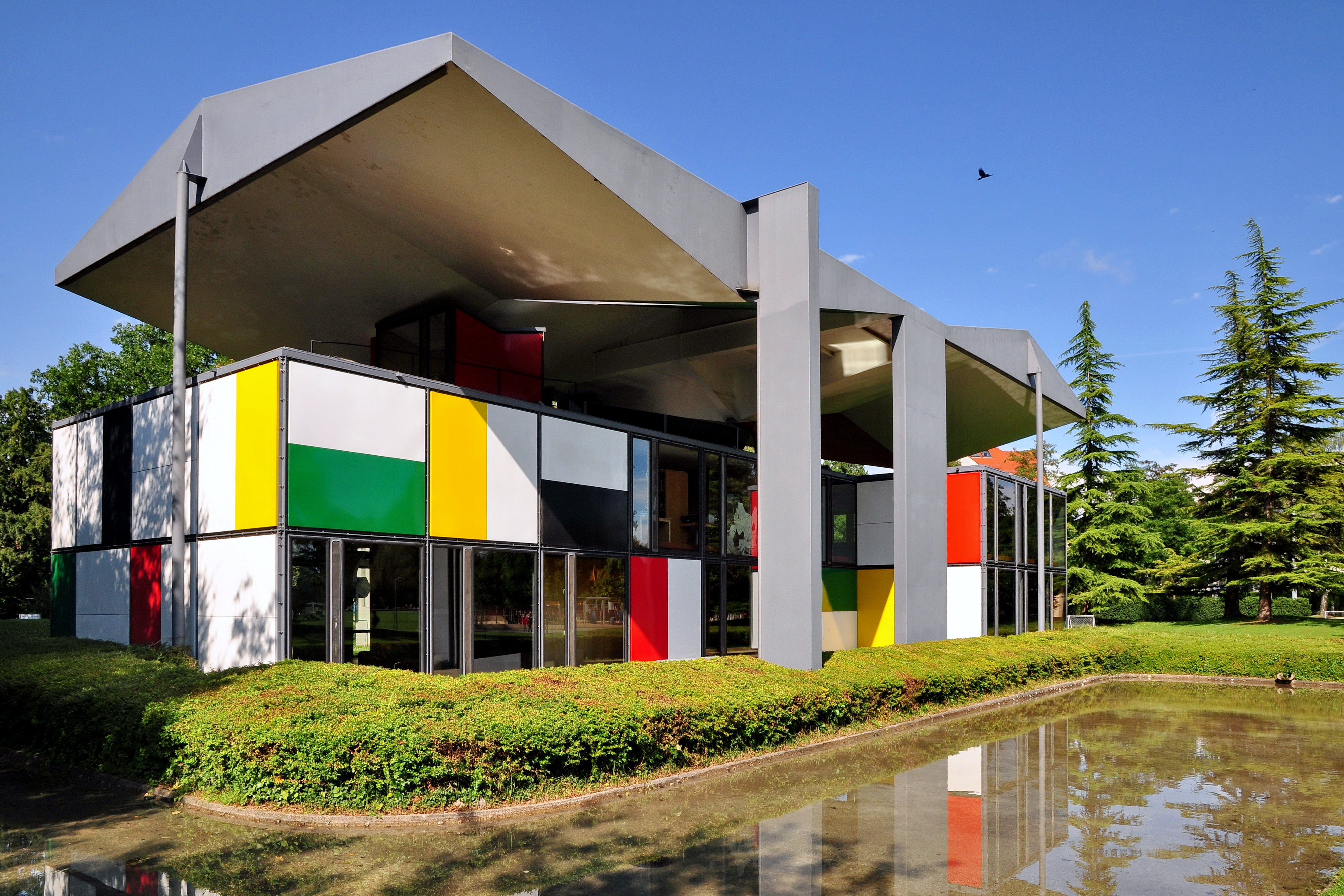
مركز لو كوربوزييه في زيورخ، سويسرا.

صمم لو كوربوزييه ونفذ مشروعين في فترة الخمسينيات كان لهما تأثير كبير على أجيال من المعماريين، هما كنيسة نوتردام في رونشن 1955، ومسكن لعائلة جاؤول في منطقة نييلي في باريس 1956. تردد لو كوربوزييه كثيرًا قبل القبول بعرض تصميم تلك الكنيسة الصغيرة، وقد جاءت موافقته في النهاية صدمة كبيرة للكثير من زملائه في المؤتمر الدولي للعمارة الحديثة لما شعروا بأنه ابتعاد عن مبادئ عمارة الحداثة التي نادى بها لو كوربوزييه في العشرينات. فقد جاء تصميم الكنيسة بشكل نحتي متميز بفراغاته المعقدة وسقفه المقلوب إلى أسفل (بعكس المعتاد)، وفتحاته الجدارية المتناثرة بشكل حر ضمن جدران سميكة متفاوتة العرض من أسفل إلى أعلى توحي بأقصى ما يمكن من المتانة والصلابة في تضاد تام مع مبادئ الإنشاء الهيكلي الخرساني الذي نادى به لو كوربوزييه في أعماله المبكرة. كما جاء تصميم فيلا جاؤول على شكل مجموعة من الحجوم تغطيها أسقف خرسانية مسلحة ذات ملمس خشن، بشكل أقبية قطاعية المقطع. أما الجداران فكانت من الطوب والخشب بشكل مختلف تماما عن تصاميم العشرينات التي تميزت بشكل الصندوق الأبيض المرتفع عن الأرض والممتد إلى منظومة من الأعمدة الخرسانية المسلحة ذات المقطع الدائري، وبنوافذ أفقية مستمرة على طول الواجهة. ليس من السهل تبرير لجوء لو كوربوزييه في هذين المشروعين إلى تصاميم ذات طابع شاعري رومانسي، خاصة في ضوء أفكاره المبكرة عن النمذجة والتصنيع بالجملة، والتشبه بالآلة أو السفينة البخارية الضخمة. لكن ما من شك في أن هذين المشروعين يقدمان دليلا على قدرة لو كوربوزييه الفائقة على إعادة قراءة المكان والحدث، وتقدم تأويلات متجددة للتصميم المعماري في ضوء تلك المتغيرات.
وقد كان من آخر أعمال لو كوربوزييه تصميم دير لاتوريت بالقرب من ليون بفرنسا عام 1953-1959. لم يكن هذا دير عادي، بل كان أقرب إلى مركز بحثي وتعليمي تابع لرهبنة الدومينيكان. وكان من المفترض أن يحتوي المشروع على سكن للباحثات، ومكتبه، ومطعم، وكنيسة، وخدمات أخرى فرعية. وقد كانت قطعة الأرض موقع المشروع ذات انحدار كبير جعل لو كوربوزييه يلجأ إلى حل تصميمي يعتمد على الدخول من المنطقة المرتفعة في الموقع، في حين يمتد المشروع بشكل حرف U فوق الانحدار لكن دون أن يلامس الأرض في كل المناطق، بل في مناطق محددة فقط، مما ساهم في تقليل الكلفة كثيرًا وذلك بالاستغناء عن عمل أساسات ضخمة لكافة أجزاء المشروع. وقد جاء التنظيم الداخلي للدير بشكل مبنى مربع متعدد الطبقات في داخله فناء سماوي مكشوف في وسطه مكعب بسيط الأبعاد يحتوي ضمنه المصلى الخاص بالدير، يقفه بشكل هرم صغير يرتقع رأسه إلى مستوى الممرات العلوية التي تصل غرف الباحثين في الطوابق العلوية. وقد وضع لو كوربوزييه غرف الباحثين والمنامات في الطابقين العلويين من المربع الخارجي، أما المكتبة وقاعة الطعام، وغيرها من القاعات العامة في الطوابق الدنيا كاسرات شمس رأسية مستمرة على ارتفاع الواجهة، في حين تبرز غرف الباحثين في الطوابق العلوية قليلا عن الواجهة في إيقاع صندوقي يحدد معالم كل غرفة على حدة.

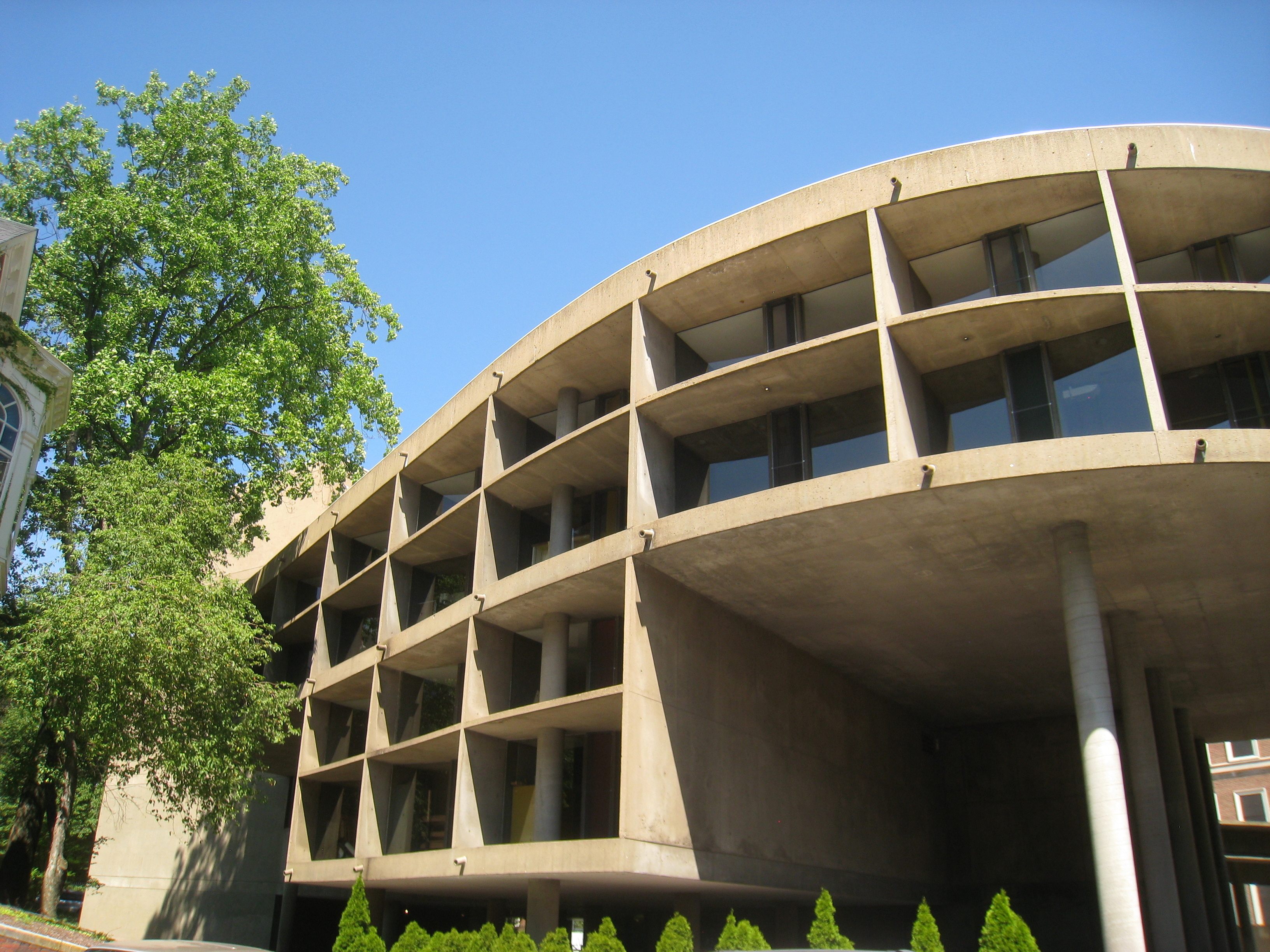
عمارة وحشية بمركز كاربنتر للفنون البصرية في كامبريدج، ماساتشوستس في الولايات المتحدة.

وقد تم تطبيق نظام القياسات الذي ابتدعه لو كوربوزييه بعيد الحرب العالمية الثانية مباشرة، المعروف باسم «المودولور»، وذلك النظام القياسي الذي ابتدعه لو كوربوزييه اعتمادا على النسبة الذهبية، على كافة تفاصيل واجهات المبنى التي تمتاز باللمس الخشن (الوحشي) للخرسانة المسلحة، التي كانت سمة مميزة لأعمال لو كوربوزييه المتأخرة في فترة ما بعد الحرب العالمية الثانية، مثل إسكان مرسيليا، ومباني شانديغار، وكنيسة نوتر دام دي أو في رونشان، وفيلا جاؤول. وقد ألهمت هذه المعالجة البسيطة للمواد الإنشائية، وبخاصة للخرسانة المسلحة الوحشية، الكثير من المعماريين ممن كان لهم إسهام بما سمى تيار «العمارة الوحشية»، ومنهم أليسون وبيتر سميشون، جيمس ستيرلنغ، لويس كان، والكثير غيرهم.
لقد قدم لو كوربوزييه تصميما حداثيا وظف فيه آخر الإنجازات التقنية في مجال الخرسانة المسلحة والمنشآت المعدنية. وقد ظهر ذلك جليا في طريقة سقف قاعات المدرجات الرئيسية الضخمة التي تكونت من سطح مستمر من العناصر التغليفية الخفيفة المتعلقة بأطرافها العلوية إلى مجموعة من الجسور الخرسانية الضخمة بواسطة كابلات من الألياف المعدنية القوية. وقد تعلقت الجسور الخرسانية الضخمة في ناحية منها على قوس خرساني مسلح ضخم له شكل القطع المكافئ، الذي يشبه أشكال مرائب الطائرات التي صممها رائد الخرسانة المسلحة المهندس الفرنسي يوجين فريزنيه في مطار أورلي بالقرب من باريس عام 1916. وقد اتخذت المسقط الأفقي للقاعات الرئيسية شكلا قطاعيا يوحي بأشكال الأصداف البحرية التي كان لو كوربوزييه شديد الإعجاب بها، وتؤكد الواجهات على قوة تلك الاستعارة إذ توحي هي أيضا بأشكال شبيهة بأشكال الحيوانات البحرية الصدفية. وقد شكل الجدار القطاعي الضخم المغلق الذي يواجه الصاعدين نحو مدخل المدرج الرئيسي خلفية نحتية مناسبة للساحة الاحتفالية المتكونة بين المدرجين الرئيسين.
وحدة السكن

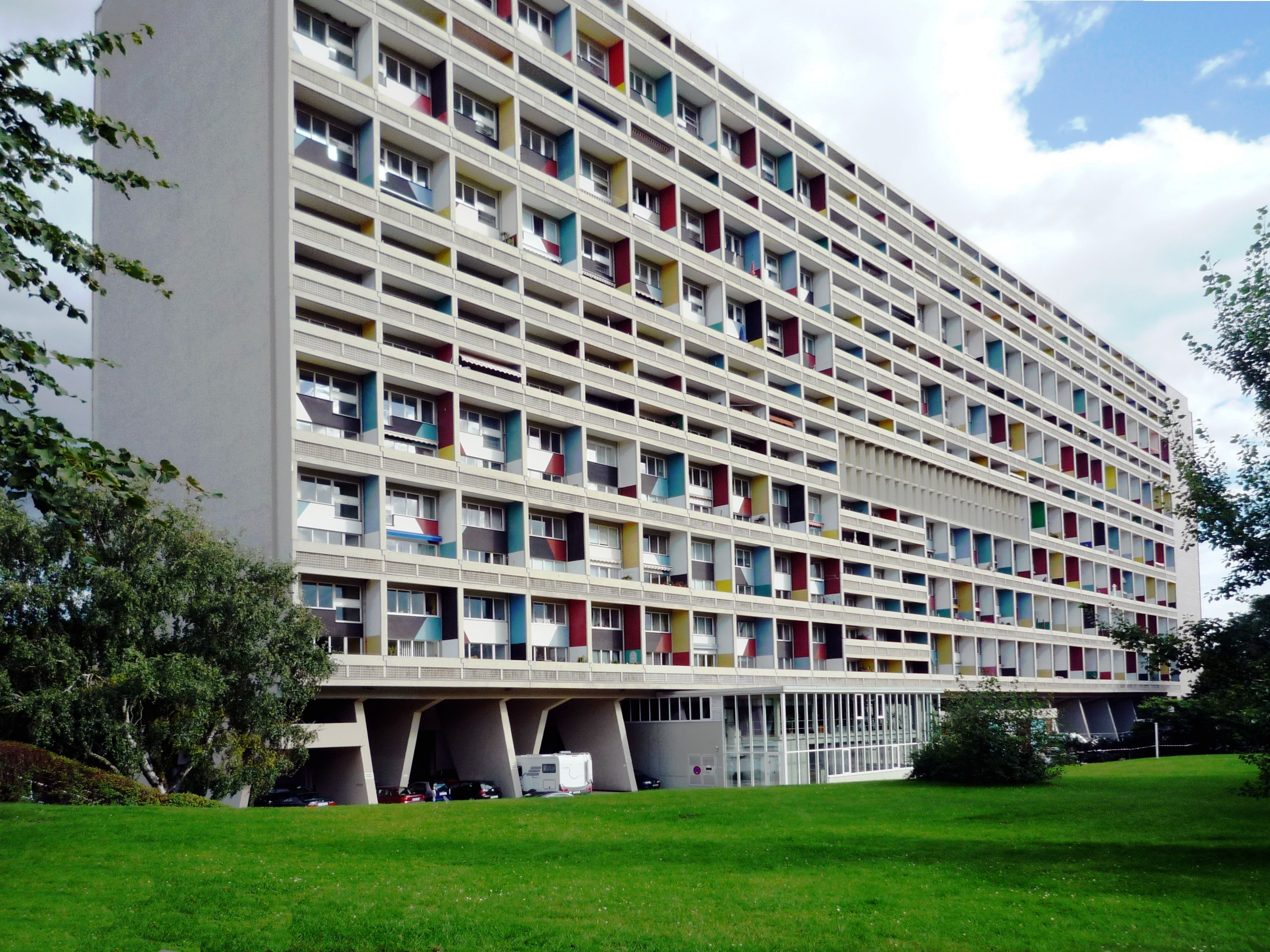
وحدة السكن في برلين، وهي مماثلة لنظريتها في مرسيليا.

بدأ لوكوربوزييه بتصميم وحدة السكن (بالفرنسية: Unite d'habitation) عام 1920، إلا إنها لم تنفذ إلا بعد سنوات طويلة. وقد تعرضت هذه المساكن بعد الحرب للنقد بشكل كبير. كما ساهم لو كوربوزييه في التخطيط الحضري والتصميم. هذه الفكرة هي تعبير عن تحليل نظري حول السكن الجماعي «وحدة السكن ذات الحجم المتوافق» وهي تسمية استعملها الكوربوزييه بنفسه. لم يتم تشييد وحدة السكن إلا بعد إعادة البناء بأوروبا بعد الحرب العالمية الثانية في خمسة نسخ:
- 1945 - 1952 سيتي راديوز في مرسيليا، فرنسا
- 1960 في بريي، فرنسا (بالفرنسية: Briey (Meurthe-et-Moselle))

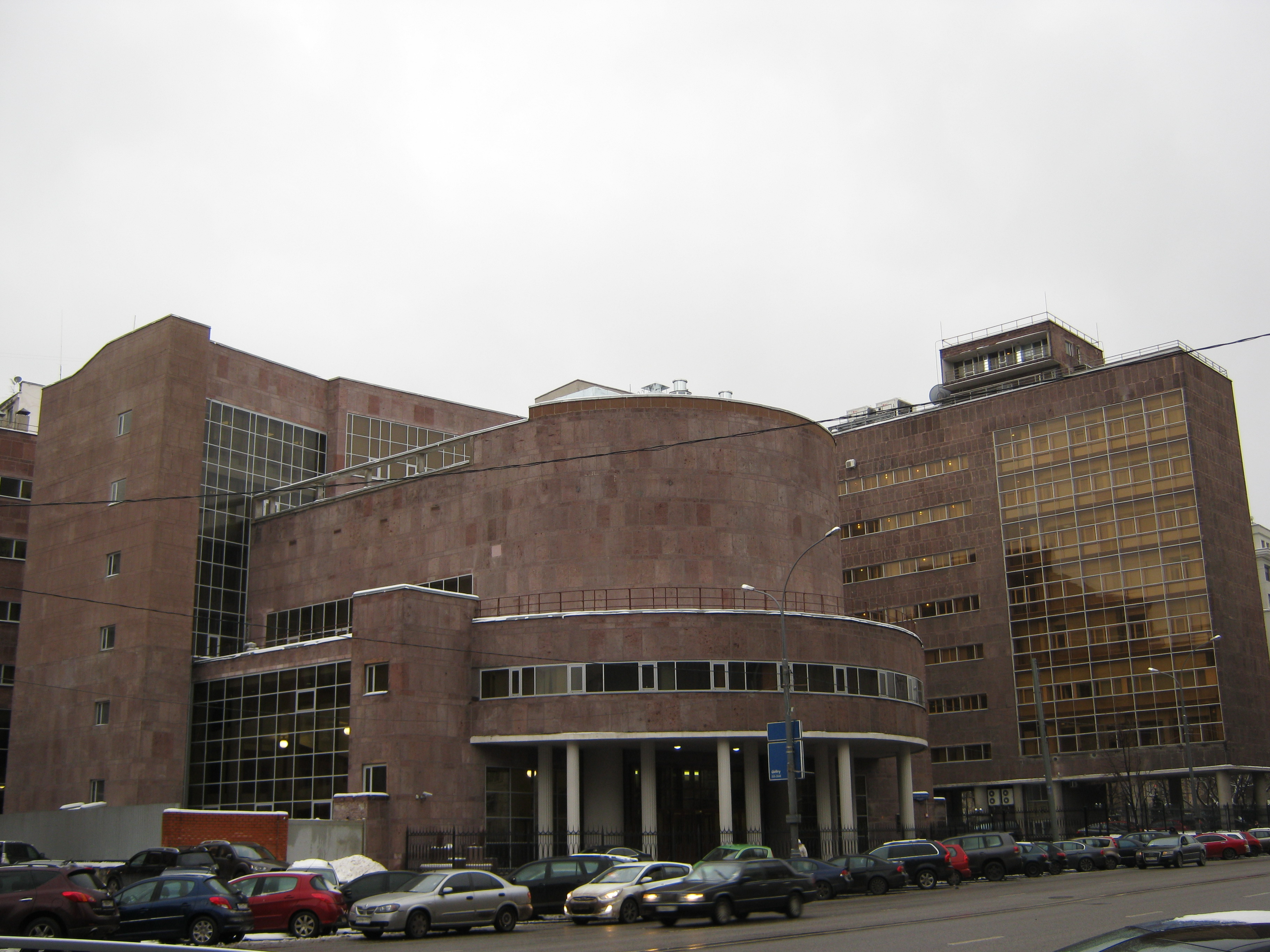
مبنى سنتروسويوز في موسكو.

- 1950 في روزي، فرنسا (بالفرنسية: Rezé)
- 1950 في فرميني، فرنسا (بالفرنسية: Firminy)
- 1957 في برلين، ألمانيا

### الاتحاد السوفيتي
سارعت الجهات المهنية في الاتحاد السوفيتي منذ نهاية العشرينات من القرن العشرين إلى دعم لو كوربوزييه وتكليفه بعدد من المشاريع كان أولها تكليفه بتصميم مقر الجممعيات التعاونية (سنتروسويوز)، أحد أكبر مبانيه العامة المبكرة. اشتمل ذلك المبنى على مجموعة من العناصر التي كانت موجودة في تصميم مقر عصبة الأمم، ممثل الشكل القطاعي المميز للمدرج الرئيس، واستخدام المنحدرات للوصل بين الطابق الأرضي من المبنى والطابق الأول. وقد تكرر استخدام هذه العناصر المعمارية في العديد من الأبنية التي صممها لو كوربوزييه لاحقا، ومنها تصميمه لمسابقة قصر السوفييت في موسكو. وقد تكررت زيارة لو كوربوزييه إلى موسكو خلال فترة إشرافه على تنفيذ مبنى السنتوسويوز ابتداءً من عام 1928، مما أدى إلى تعارفه الجيد مع المعماريين السوفييت. لذا لم يك مستغربا أن تتم دعوته إلى جانب قلة قليلة من المعماريين الأوربيين منهم إريك مندلسون، ووالتر غروبيوس، والأخوة بيريه للمشاركة في مسابقة تصميم قصر السوفييت، القصر الذي كانت السلطات السوفيتية تنوي بناءه مقابل مبنى الكرملين على الضفة المقابلة لنهر موسكو، احتفالا بالإنجازات التي تحققت خلال أول خطة تنموية خمسية (1928-1932).

### الهند

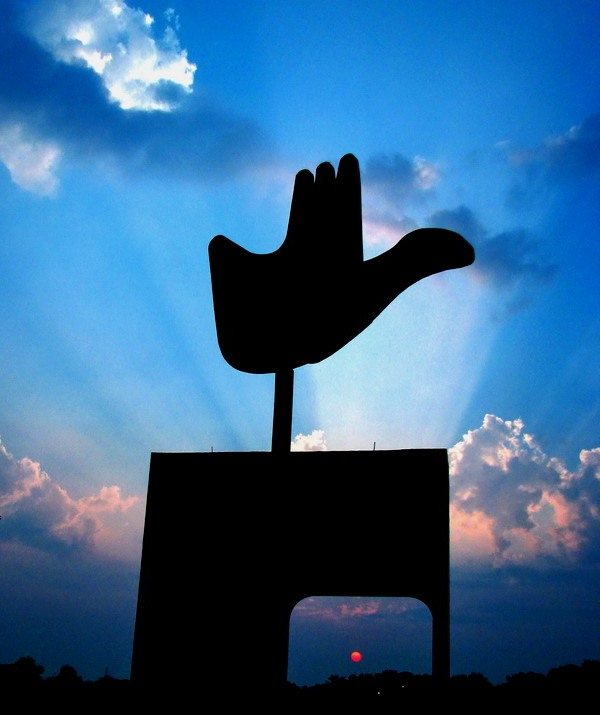
نصب اليد المفتوحة في شانديغار.

لم يُكتب للو كوربوزييه النجاح على نطاق واسع في كثير من المناطق، كأوروبا وأفريقيا وأمريكا الجنوبية، لكن النجاح الأكبر كان في الهند، وذلك عندما تم كليفه بتصميم عاصمة جديدة لولاية البنجاب، وذلك بعد انفصال الباكستان عن الهند، اُطلق عليها اسم شانديغار. ويُعد هذا المشروع أضخم إنجازات لو كوربوزييه التي حقق فيها الكثير من أفكاره التصميمية التي كان قد طورها طوال فترة ممارسته للمهنة منذ البدايات. قام لو كوربوزييه بتصميم مدينة كاملة بما يشمل تخطيطها العام ومبانيها السكنية والعامة التي كان من أبرزها تجمع مباني السلطات الثلاث: التشريعية، والتنفيذية، والقضائية. وقد جاءت علاقة موقع مباني السلطات الحكومية الثلاث ضمن مخطط المدينة بمثابة الرأس إلى الجسد في استعارة مباشرة تعبر عن علاقة السلطة بالشعب. وتم توزيع المباني ضمن ذلك الموقع في استقلالية تامة لكل واحدة عن الأخرى بما يوحي أيضا بالإستقلالية التي تتمتع بها كل سلطة من هذه السلطات عن الأخريات، فجاء مبنى المحكمة العليا في جهة، ومبنى البرلمان المحلي في جهة أخرى وإلى جانبه مبنى السكرتاريا. وكان بين الإثنين ساحة احتفالية ضخمة.
وكان مبنى المحكمة أول المباني التي تم تنفيذها، 1951-1956 وهو عبارة عن صندوق ضخم مفتوح من جوانبه يظلل مبنى آخر يقع تحته، له واجهة ستارية ضخمة من كاسرات الشمس الإسمنتية ورواق ضخم وعال جدا أمام منطقة المدخل تعلوه فتحات قوسية مميزة. ويحتوي الجزء الأصغر المظلل كافة قاعات المحكمة والوظائف الأخرى المرتبطة بها، وقد تم بناء كل المشروع من الخرسانة المسلحة دون أية تكسية خارجية أو تشطيبات داخلية. وفي الداخل تتصل المستويات المختلفة للمبنى بمنحدرات معلقة ضمن حيز داخلي مفتوح تتخلله الإضاءة من مواقع مختلفة في الجدران والسقف يعطي للفراغ الداخلي جوا دراميا للغاية. أما مبنى السكرتارية الذي تم الانتهاء منه بعد مبنى المحكمة 1952-1956، فيشبه بشكل عام المبنى السكني الضخم في مرسيليا Unite d'Habitation، مع وجود بعض الاختلافات بينهما. تغطي واجهة المبنى واجهة ستارية ضخمة من كاسرات الشمس ذات تقسيمات متعددة القياسات والتنظيم تتبع نظاما دقيقا يعتمد على النظام القياسي الذي طوره لو كوربوزييه، المعروف باسم المودولور. ويستمر ذلك الجدار التاري من كاسرات الشمس على كامل الواجهة باستثناء الأماكن التي تعترضها كتل بارزة تحتوي الأدراج أو المنحدرات التي تصل بين المستويات المختلفة للمبنى.

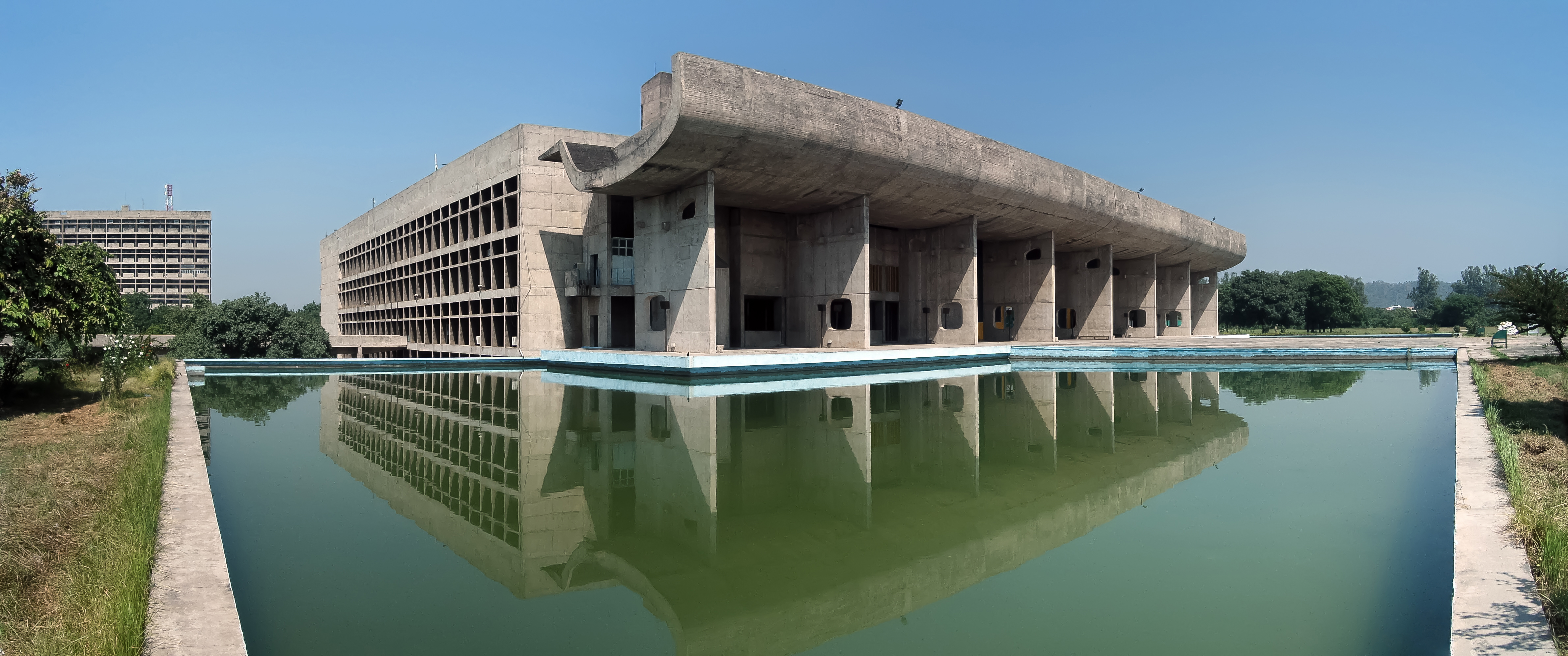
مبنى قصر الاجتماعات في شانديغار.

أما ثالث هذه المباني فهو المبنى الذي يضم المجالس التشريعية المحلية (البرلمان)، وهو قصر الاجتماعات (قصر النواب)، والذي يحتوي قاعتين رئيستين، واحدة لمجلس الأعيان، والأخرى لمجلس النواب. وقد عبر لو كوربوزييه عن كل مجلس من المجلسين المذكورين بسقف مميز لكل منهما يبرز عاليا فوق سطح الصندوق البسيط الذي يشكل قاعدة المبنى. وقد جاء سقف قاعة مجلس النواب على شكل هرم رباعي مائل قليلا، أما سقف قاعة مجلس الأعيان فقد جاء أعلى كثيرًا وبشكل أسطواني ذي مقطع جانبي على هيئة القطع المكافئ، شبيه بأبراج التبريد التي تستخدم في المفاعلات النووية، ويبدو وكأنه يخترق السقف كمدخنة عملاقة يمكن رؤيتها عن بعد بكل وضوح. أما الواجهة الرئيسية للمبنى، المطلة على مبنى البرلمان المقابل لها، فقد تميزت برواق ضخم يتشكل من مجموعة من الدعامات الرفيعة Short walls as columns تحمل فوقها سقف الرواق الذي تميز بشكله الانسيابي المنحني. وتعمل تلك العناصر مجتمعة على تكوين مجموعة من الظلال على واجهات المبنى والحجوم المميزة لقاعتي مجلس النواب ومجلس الأعيان، فتبدو في شمس الهند الحارة أبلغ تعبير عن إحدى أشهر مقولات لو كوربوزييه في تعريفه للعمارة بأنها «اللعب المتقن الرائع في مجموعة من الكتل ترى تحت الضوء».

### الوطن العربي
تم دعوة لوكوربوزييه لتصميم العديد من المنشأت المعمارية في عدد من الدول العربية كالجزائر وتونس والعراق. غير أن العديد من هذه المشاريع تأجل تنفيذها لعقود أو انها لم تنفذ بتاتاً، كما هو الحال مع مشروع المدينة الأولمبية في بغداد في العام 1956. ومن هذه المدينة لم يتم تنفيذ سوى قاعة الألعاب الرياضية خلال الثمانينات وذلك باشراف إحدى المؤسسات الفرنسية وبتطابق تام مع التصميم الاصلي.

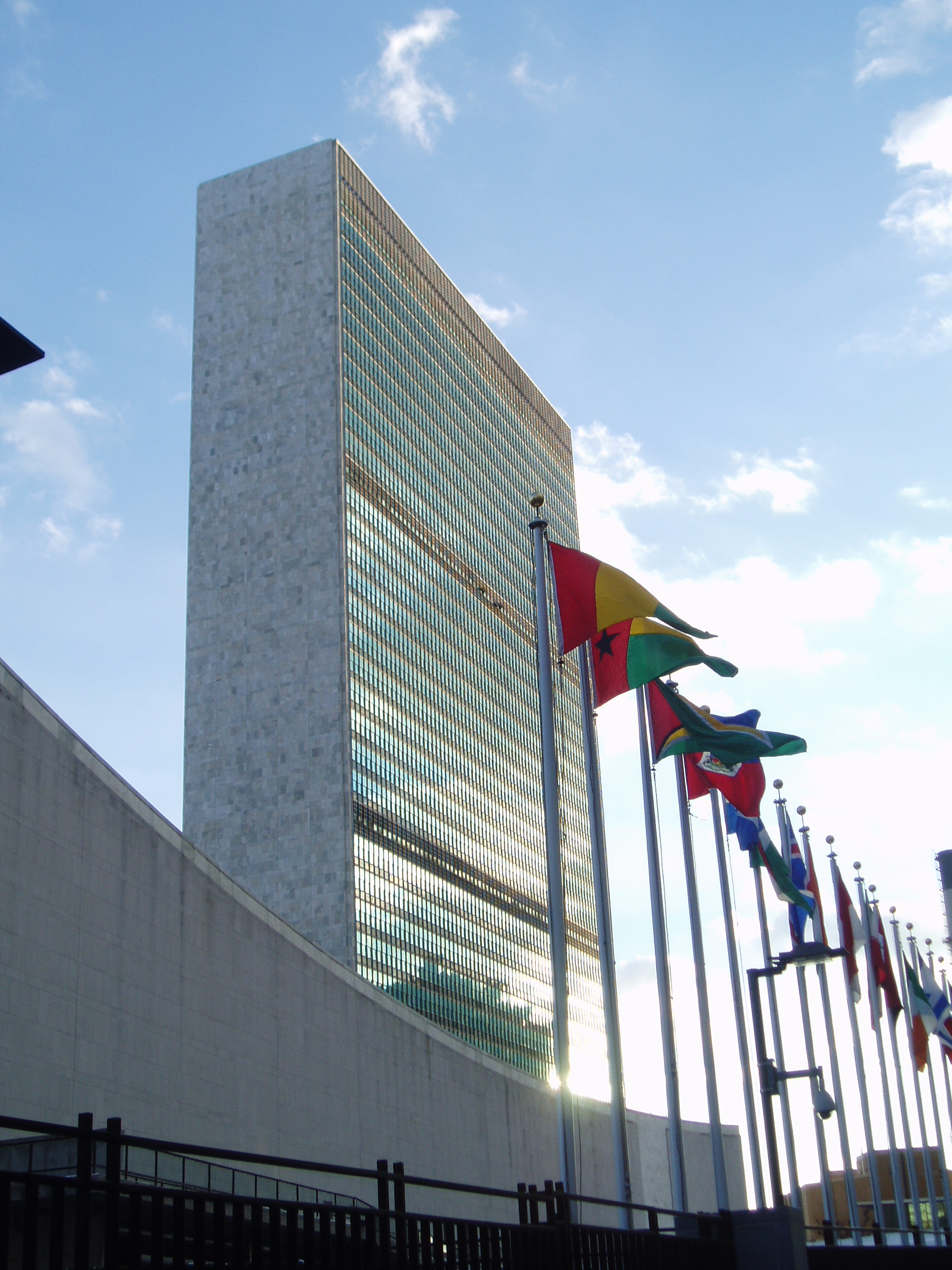
مقر الأمم المتحدة في نيويورك.

وقد كانت فترة الثلاثينات بشكل عام فترة ركود اقتصادي بسبب الأزمة الاقتصادية التي كانت تمر بها الدول الصناعية في أوروبا والولايات المتحدة، لذا عكف لو كوربوزييه في تلك الفترة على التأليف وتحضير الدراسات التخطيطية والحضرية الأمر الذي تمخض عن اقتراحاته المسماة (المدينة الشعاعية) Ville Radieuse التي أصدرها في كتاب له ظهر عام 1932. وكانت له في تلك الفترة محاولات عديدة لتنفيذ بعض المقترحات التخطيطية في الجزائر، لكنها باءت جميعها بالفشل، ففي الفترة 1931-1942 قدم لو كوربوزييه على الأقل سبعة مقترحات تصميمية مختلفة لمدينة الجزائر، لكن لم يُنفذ أي منها. كما اقترح للتنفيذ في الجزائر مبنى مكاتب بهيئة ناطحة سحاب ذات مسقط على شكل معين، لم يتم تنفيذه هو الآخر.

### الأمريكيتين
بالرغم من عدم تنفيذ عدد كبير من التصاميم، لكن كثيرًا من الأفكار التصميمية التي طورها لو كوربوزييه لمشاريع الجزائر قام بتوظيفها لاحقا في مشاريعه في أماكن أخرى مثل فكرة كاسرات الشمس Sun Breakers التي استخدمها لاحقا في مبنى وزارة التعليم في ريو دي جانيرو في البرازيل التي صممها بالاشتراك مع لوسيو كوستا عام 1936. وقد عمل في عام 1929 على تخطيط عدد من المدن اللاتينية كساوباولو، ريو دي جانيرو، ومونتيفيديو.
في عام 1935 بدأت رحلة لو كوربوزييه في الولايات المتحدة. وقد رشحت الحكومة الفرنسية لو كوربوزييه في أيار/ مايو 1946 ليمثلها ضمن فريق من خمسة أعضاء من دول مختلفة، للإشراف على اختيار موقع مناسب لمقر الأمم المتحدة الذي تم الإتفاق بين تلك الدول المؤسسة للأمم المتحدة على أن يكون في الولايات المتحدة، وفي نيويورك تحديدا. قام لو كوربوزييه بعمل رسومات مبدأية سريعة للفكرة التصميمية التي أصبحت فيما بعد نواة للمشروع، لكن إبعاد لو كوربوزييه عن عملية التصميم وتولي المعمار الأمريكي واليس هاريسون مسؤولية إكمال التصاميم وإيصالها إلى مرحلتها النهائية أدى إلى الكثير من التغيرات على التصميم النهائي.

## التخطيط الحضري

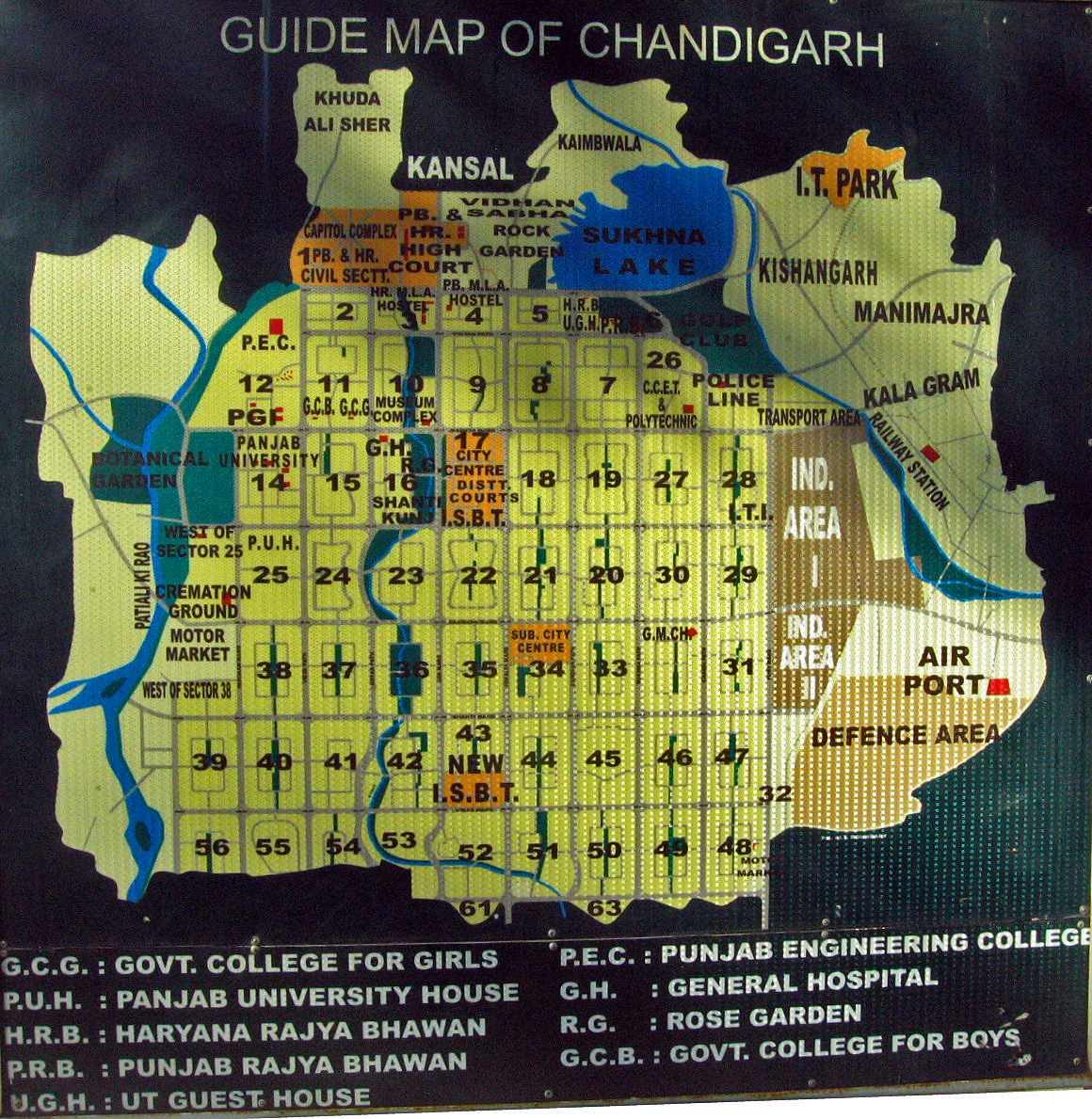
تخطيط لو كوربوزييه لمدينة شانديغار بالهند.

من بداياته المتواضعة، يُكتشف أن لو كوربوزييه لم يكن في البداية يهتم، حتى نهاية العشرينات على الأقل، بتصميم المسكن المستقل، بل بالإسكان الجماعي. وبالتدريج أيضًا، بدأ تفكيره بمستقبل المسكن المعاصر ينضج حتى ارتبط بشكل مباشر بتصوراته التخطيطية لمستقبل المدينة المعاصر. ففي أثناء وجوده في باريس، وفي تأثر مباشر بتصورات سلفه المعمار الفرنسي توني غارنييه عن المدينة الصناعية المعاصرة Cité Industrielle، قدم لو كوربوزييه أول تصور حقيقي للمدينة الصناعية المعاصرة في معرض لأعماله اُقيم عام 1922 في إحدى أهم صالات المعارض الباريسية (صالة الخريف Salon d' Otumn). ولقد تصدر المعرض تصورات لو كوربوزييه المعمارية والتخطيطية للمدينة الصناعية المثالية المعاصرة، التي اقترح أن يكون عدد سكانها 3 ملايين نسمة، وما يتضح من تسميتها (مدينة من ثلاثة ملايين نسمة).
اهتم لو كوربوزييه في تصميم مدينة الثلاثة ملايين نسمة (Ville Contemporaine) لتحقيق الفصل التام بين حركة المشاة والحركة الآلية للنقل، فجاءت جركت المشاة في المستوى الأرضي، والحركة الآلية في مستوى الطابق الأول، أي بمستوى أعلى بطابق واحد عن مستوى الأرض الطبيعية. ولذا كان من الضروري رفع كافة المباني على أعمدة فوق منسوب الأرض الطبيعية، من أجل السماح للمشاة بحرية الحركة فوق كامل الأراضي الطبيعية المُقامة عليها المدينة دون أن تعترض حركتهم أو تتقاطع مع الحركة الآلية للنقل الخاص أو العام. وكانت تفصل المباني العالية المُخصصة للعمل أو السكن مساحات حدائقية شاسعة يمكن ان يتحرك المشاة فيها من مكان لآخر داخل المدينة دون أي إحساس بالضيق، وكأنهم ليسوا داخل المدينة، بل في الريف، في أحضان الطبيعة.
وقد جاءت خطوط المواصلات ضمن شبكتين إحداهما رئيسية متعامدة الخطوط تشكل مربعات ضخمة، والأخرى بشكل مائل بزاوية مقدارها 45 درجة، شكلت طرقا قطرية مختصرة ضمن المربعات الضخمة. وفي تقاطع المحورين الرئيسيين المدينة أوجد لو كوربوزييه محطة رئيسة لخطوط المواصلات والنقل العام. وفي المساحة المحيطة ببؤرة المواصلات هذه جعل لو كوربوزييه الوسط الإداري للمدينة الذي تكون مجموعة من مباني المكاتب العالية، يتوسط كل منها مربع ضخم من المربعات التي تشكلها الشبكة الشطرنجية الأرضية. وقد جاءت هذه المباني العالية بمسقط أفقي على هيئة الصليب الإغريقي (+) وبارتفاع 50 أو 60 طابقا، على مسافات متباعدة تتخللها الحدائق.
يلي هذه الحلقة الأولى حلقة من المباني السكنية الشريطية قليلة العرض، ارتفاعها 6 طبقات وتحتوي على مساكن كل منها بارتفاع طابقين تمتد طوليا ضمن مساحات كبيرة من المناطق الخضراء في تقدم وتراجع يسمح بتشكيل ساحات خضراء شبه منغلقة بين تلك العمارات السكنية كما ترتفع كل تلك العمارات عن مستوى الأرض الطبيعية باستنادها إلى مجموعة من الأعمدة الدائرية المستقلة Pilotis، مما يسهل حركة المشاة فوق الأرض الطبيعية دون أي عائق فوق كل المساحة السكنية للمدينة.
ثم تلي ذلك حلقة أخرى من عمارات الشقق السكنية التي أسماها لو كوربوزييه (الفيلات المتراكبة) Villas Superposes تشكل مستطيلات كبيرة تتوسطها حدائق مفتوحة مشتركة لخدمة الشقق وهي تشكل الحلقة الثابتة والأخيرة ضمن الحزام الأخضر الذي يبلغ عرضه عدة أميال، يحيط بالمدينة ويفصلها عن المناطق الصناعية الواقعة خارج المدينة بعكس مهب الرياح السائدة، وعن المناطق الأخرى التابعة للمدينة حيث يمكن أن يتواجد مرفأ بحري ومدينة رياضية كبيرة وضاحية سكنية من المساكن المستقلة.
ولم يكتفي لو كوربوزييه بطرح أفكاره التخطيطية العامة لذلك المعرض في صالة الخريف بل قدم أيضا مقترحات تفصيلية للوحدات السكنية المقترحة وللنماذج التي يمكن أن تتكون منها مثل نموذج الستروان Sitrohan، الذي كان عبارة عن صندوق بسيط بارتفاع طابقين وعلى شكل متوازي مستطيلات، مفتوح النهايات ومغلق الجوانب. أطلق لو كوربوزييه على ذلك النموذج اسم «ستروان» تيمنا بالسيارة الفرنسية «ستروين». يُعتبر هذا النموذج وحدة سكينة كاملة ضمن متوازي المستطيلات بارتفاع طابقين شاملة غرف المعيشة، النوم، والخدمات التابعة لها. ويمكن استخدام النموذج ضمن عمارة سكنية متعددة الطبقات كالتي أسماها «فيلات متراكبة»، بحيث يكون لكن منها شرفة خاصة كبيرة مسقوفة على ارتفاع طابقين تكون بمثابة حديقة معلقة.

## الأفكار

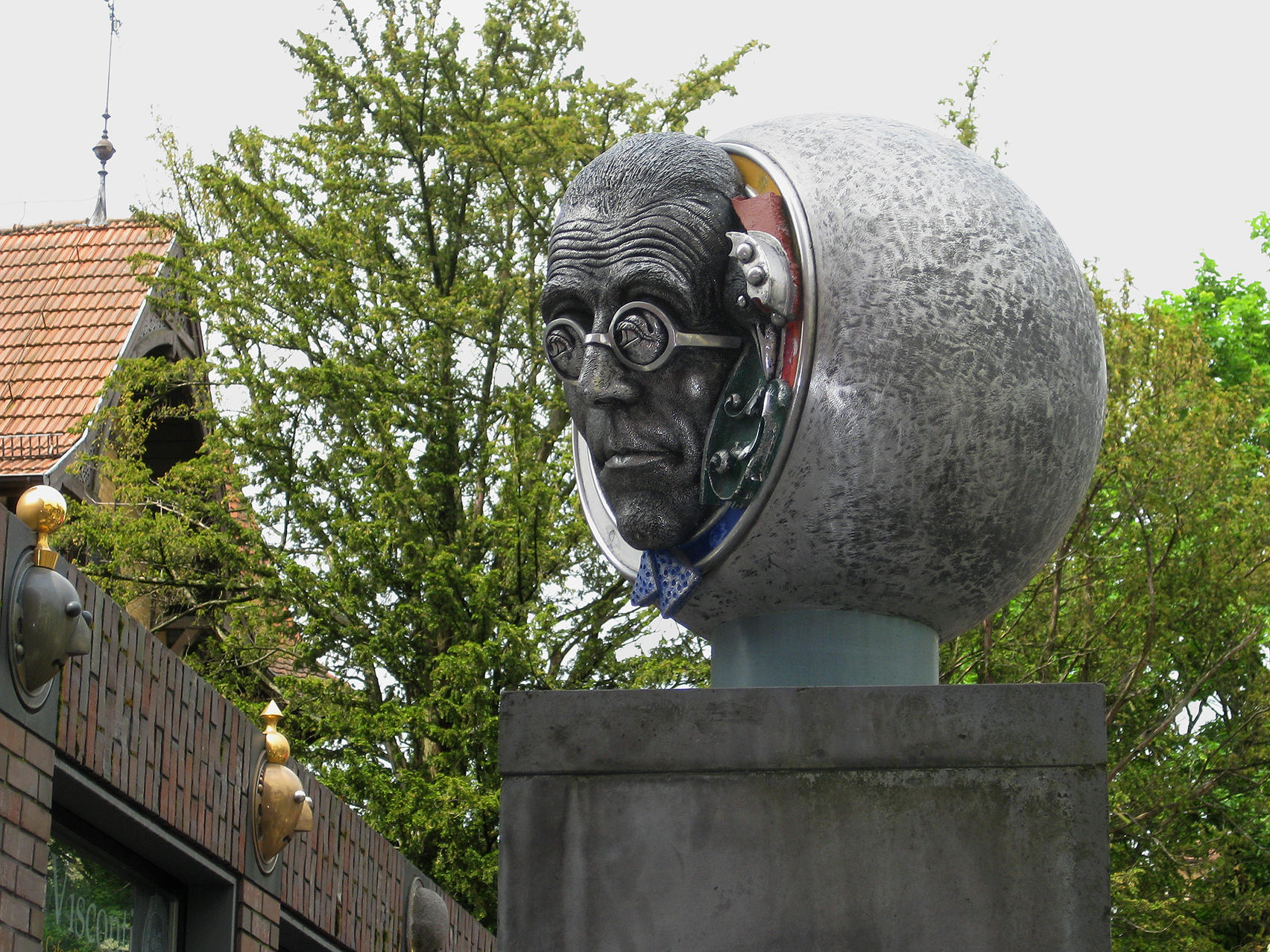
تمثال تذكاري للوكوربوزييه في ألمانيا.

وظف لو كوربوزييه مواهبه متسلحا فكره لتطوير تصميم المسكن المعاصر إلى أعلى درجات الكمال النوعي في أشكال نقية لا تختلف كثيرًا في نقاء شكلها الخارجي عن تلك المجموعة المحدودة من الأشكال الهندسية التي اقترحها سيزان أساسا لتمثيل كافة الأشكال الطبيعية. لهذا التأويل نجح لو كوربوزييه في الموائمة بين نظرياته الفنية النقائية والخصائص المميزة في نواتج الصناعة الآلية. وهذا ما كان محور كتاباته في مجلة «الروح الجديدة»، التي بدأ بإصدارها عام 1920 والتي جمعها لاحقا في كتابه «نحو عمارة جديدة» الذي صدر عام 1923.
اقترح لو كوربوزييه في كتابه هذا منهجا واضحا لعمل المعماري اعتمادا على مجموعة من المبادئ التي اعتبر الالتزام بها أمرا ضروريا للنهوض بالتصميم المعماري. وكان في مقدمتها الالتزام باستخدام الحجوم الهندسية البسيطة مثل الهرم، والمكعب، والإسطوانة، والكرة، ومتوازي المستطيلات ذي الإتجاه الرأسي. وكان هذا في رأيه هو الدرس الذي نتعلمه من العمارة الرومانية The lesson of Rome، على حد تعبيره. أما الدرس الذي نتعلمه من قدماء الإغريق ومثاله الأعلى البارثينون، فهو مبدأ الكمال النوعي، لا أقل. ولتوضيح ذلك يعقد لو كوربوزييه مقارنة بين المعبد الإغريقي، والسيارات الحديثة، فيورد صورة المعبد إلى جانب السيارة. يمثل المعبد الإغريقي بالنسبة له قمة الكمال النوعي الذي تم الوصول إليه بعد سنين طويلة من البحث والتطوير لغاية الوصول إلى مستوا عال من المقاييس المعيارية بكافة عناصره التشكيلية. وهذا بالنسبة له هو جوهر الطراز، لا التزيين الخارجي السطحي لواجهات المباني، فالطراز بالنسبة للو كوربوزييه ليس لمجرد القدرة على تحقيق المنفعة الوظيفية البحتة للمبنى أو الأداة بل يتعدى ذلك إلى القدرة على الوصول بالعمارة إلى مستوى متقدم من المقاييس المعيارية ضمن مجموعة محدودة من الكتل الهندسية البسيطة أهمها المكعب ومتوازي المستطيلات والإسطوانة وفي ذلك يتساوى المعبد الإغريقي والسيارة الحديثة.
تشكل هذه المقدمة خلفية مناسبة لفهم تلك المقولة التي شاعت عن لو كوربوزييه بأن «البيت آلة للعيش». يُساء فهم تلك العبارة في الغالب فتفهم على أنها دعوة صريحة ومباشرة إلى الوظيفية البحتة، لكن المعنى الحقيقي الذي عناه لو كوربوزييه أبعد ما يكون عن ذلك.
| «...يتجه مهندسو اليوم نحو إنتاج الكتل ذات الخطوط الهندسية الواضحة فيكتشفون أشكالا بلاستيكية واضحة وقوية التأثير، تريح الأبصار وتوفر للعقول متعة النظر إلى أشكالها الهندسية. هكذا هي المصانع، أولى ثمار العصر الجديد. وهكذا يضع مهندسو اليوم أنفسهم في اتساق مع ذات المبادئ التي طبقها أمثال برامنته ورافائيل منذ زمن بعيد.» |
| —لوكوربوزيه |

يتضح من عبارات لو كوربوزييه في كتابه المذكور، إن التشبه بالآلة وبنتاج المهندسين الصناعيين لا يُراد به الوظيفية البحتة Pure Functionalism، بقدر ما يُراد به التعبير عن إنجازات مهندسي العصر الصناعي في تقمين نماذج نمطية بمستوى عالي من الكمال النوعي، وبشكل خاص اعتمادا على حجوم هندسية بسيطة ونقية يسهل التعامل معها ضمن إمكانيات الصناعة الآلية، وهي في ذات الوقت ذات مظهر جمالي جاذب.
إن الحقبة الجديدة في رأي لو كوربوزييه، عبقة بهذه الروح الجديدة، روح العصر الصناعي الذي يعتمد على التنظيم والنمذجة ضمن مواصفات ومقاييس معيارية تنسجم والأهداف المتوخاة من الأداة قيد التصميم. ومثلما هي الصناعة، أرادها لو كوربوزييه في العمارة، فأهمية المسقط الأفقي في التصميم المعماري تنبع من كونه أكبر دليل على قدرة المصمم التنظيمية، وكلما كان الحل بسيطا ومباشرا، كان أقرب إلى الأشكال الهندسية النقية نتاج الآت والعمليات الصناعية بالغة الدقة والتنظيم، لسطوحها الملساء المتجانسة المستمرة. لذا ارتأى لو كوربوزييه أن الجمال في التصميم المعماري رهن استخدام الحجوم الهندسية البسيطة أو النقية أو التي تمثل الحلول التنظيمية الإنموذجية. هنا تتضح الفلسفة الكاملة خلف نصائحه الثلاث للمعماريين لضرورة الانتباه والاهتمام بإمور ثلاثة:
- الكتلة؛ وذلك بالتأكيد على ضرورة استخدام الأشكال الهندسية البسيطة.
- السطح؛ بأن يكون نقيا قدر الإمكان.
- المسقط الأفقي؛ باعتباره مفتاح التنظيم العام لكافة الحجوم.

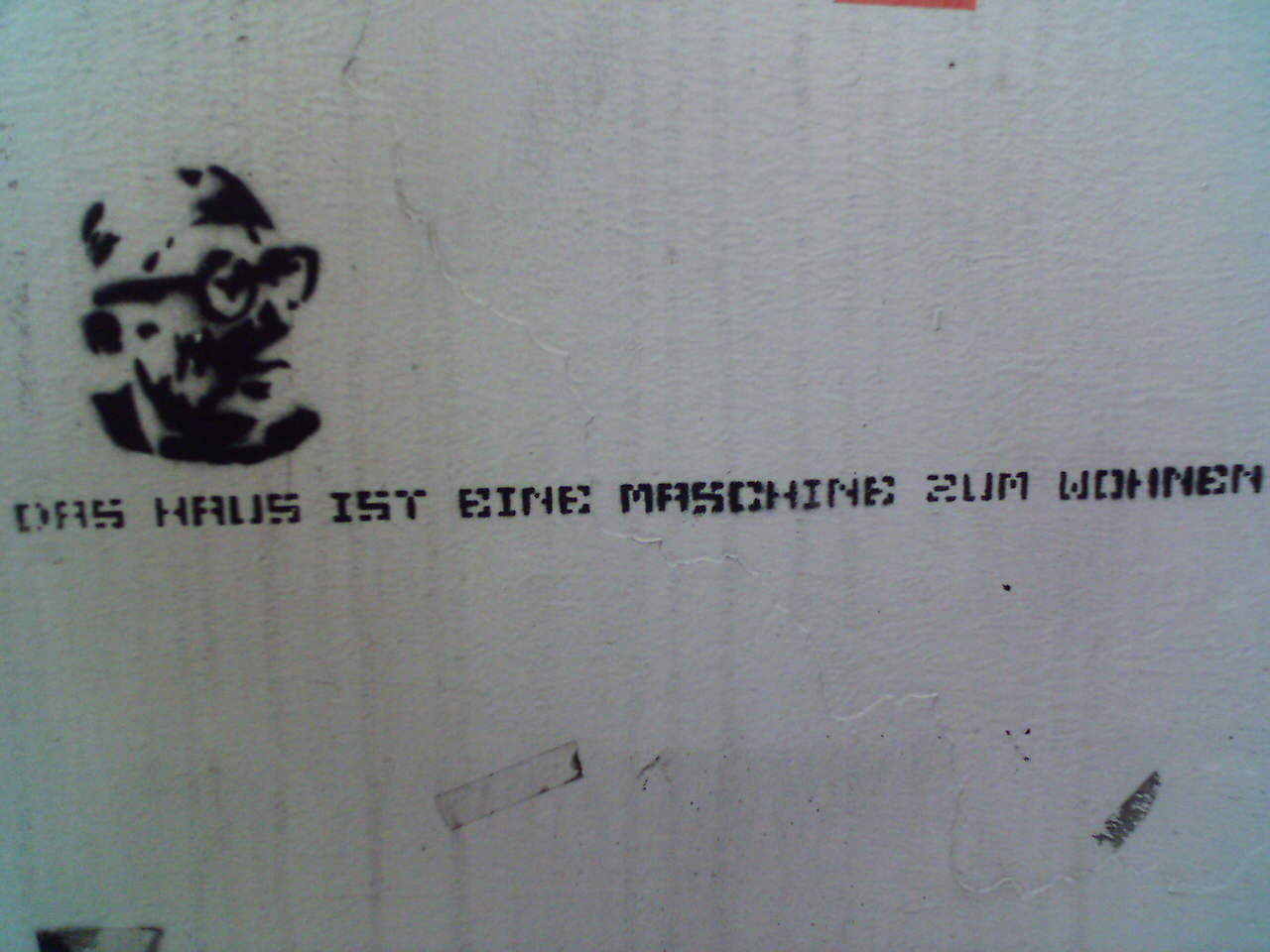
عبارة مكتوبة بالألمانية على جدار من عام 1965، وتعني: «هذا البيت هو آلة للعيش».

أما عن كيفية التوفيق بين الكتل المختلفة ومعالجات السطوح، فقد اقترح لو كوربوزييه الخطوط التنظيمية، وهي عبارة عن مجموعة من الخطوط التنظيمية بهيئة شبكات متعامدة أو قطرية، أو مجرد خطوط مائلة تعتمد على الزاوية القائمة فيما بين كل إثنين منها، الهدف منها مساعدة المصمم على تنظيم المساقط الأفقية للمشروع، وكذلك واجهاته، وكافة تفاصيله. لذا تكون هذه الخطوط التنظيمية في شبكة متعامدة، وأخرى قطرية، في تصوره المثالي لمدينة الثلاثة ملايين نسمة، كما توجد في تصميمه لمرسم أميديه أوزنفان، أحد أوائل أعماله في باريس من عام 1922، ثم في فيلا ستاين في غارش من عام 1927، على سبيل المثال لا الحصر. ويتشابه تصميم مرسم أوزنفان بعض الشئ مع إنموذج ستروان الذي صممه لو كوربوزييه كجزء مكمل لأفكاره التخطيطية المتعلقة بمدينة الثلاثة ملايين نسمة والذي تم عرضه في ذات العام الذي صمم فيه مرسم أوزنفان. ولقد تمكن لو كوربوزييه من بناء إنموذج الستروان في معرض الفنون التطبيقية «التزينية» في باريس عام 1925 بعد معارضة شديدة من منظمي المعرض. تم بناء هذا الإنوذج باسم «فسطاط الروح الجديدة»، متمشيا مع أفكاره بالكمال النوعي قام بتأثيث الوحدة السكنية بأفضل أنواع الأثاث، مثل كراسي تونيه المصنوعة من الخشب المنحني، وكراسي النوادي الإنجليزية ذات مساند اليدين، وقطع أثاث الحدائف الباريسي المصنوع من الحديد السكب والسجاد الشرقي. وفد جاء كل ذلك مثابة رفض صريح ومباشر على تيار الفنون التزينية الذي نادى أنصاره بضرورة تصميم قطع الأثاث بحيث تتماشى مع شكل المبنى، والابتعاد عن الأثاث الصناعي النمطي. وقد كان هذا الاختيار لأنواع الأثاث المصنعة بدلا من التصميم المنفرد لكل قطعة في تواصل واتفاق مع طروحات معاصرة النمساوي أدولف لوس، الذي كان يجمع في مبانيه كافة أنواع الأثاث مما ثبت تمميزه ضمن نوعه، بعكس فناني ومعماري تيار الفن الجديد، وفي مقدمتهم هنري فان دي فيلدي، الذي كان يصر على تصميم كل ما يتبع في رأيه تصميم المبنى، مثل تصميم الأثاث بما قد يشمل أحيانا تصميم ملابس أهل المسكن.

### النقاط الخمس في العمارة

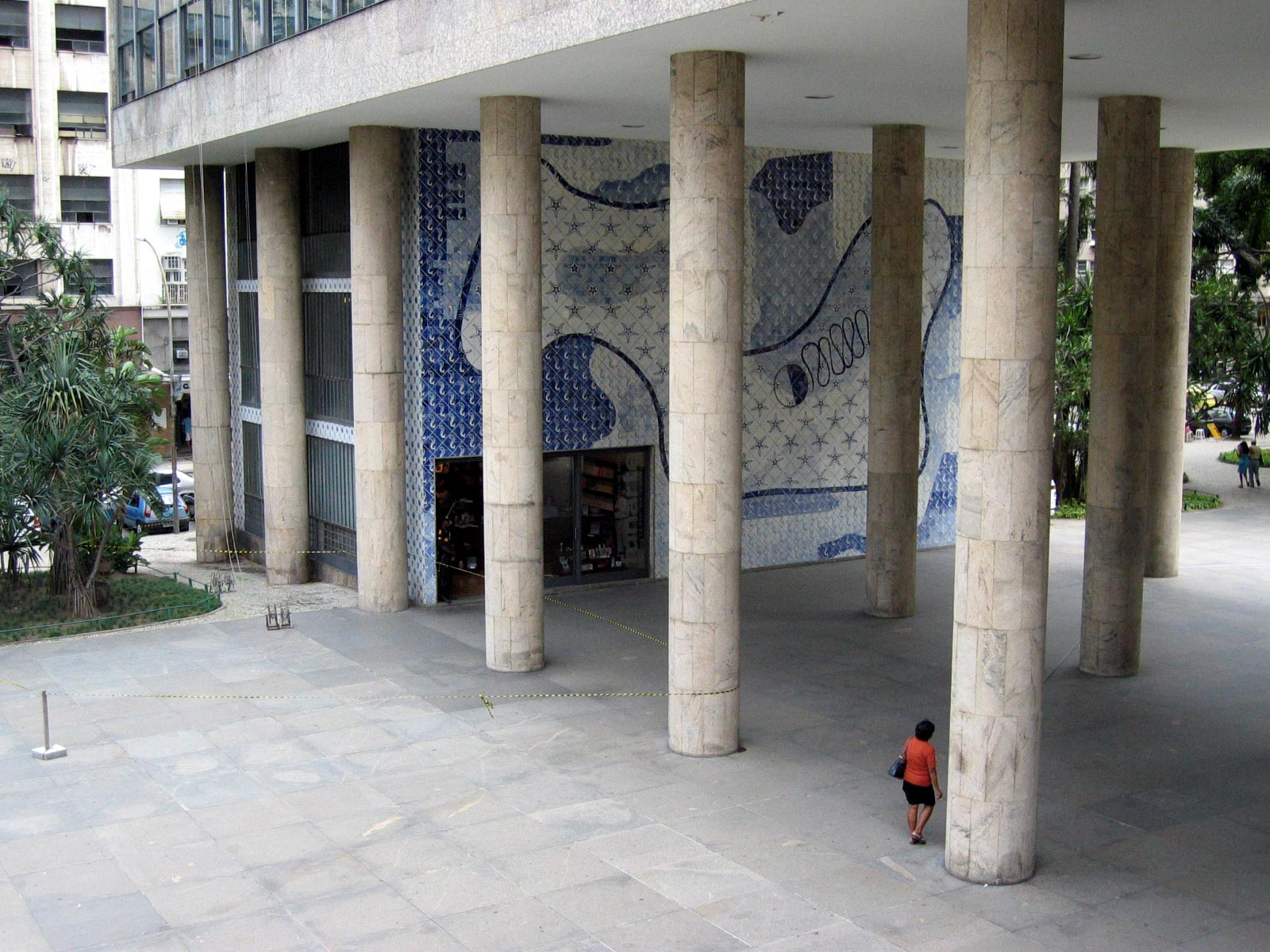
رفع قاعدة مبنى قصر غوستافو كامبيما في البرازيل على أعمدة.

لقد كانت السنوات الممتدة من عام 1925 - 1930، أكثر الفترات إنتاجا، ففي عام 1926، أقام لو كوربوزييه معظم مبانيه السكنية الشهيرة، بدءا بمنزل كوك Maison Cook من العام 1926، والذي حقق فيه النقاط الخمس في أصول تصميم المسكن، التي نشرها في ذات العام فجاءت على النحو التالي:
1. رفع المبنى على الأعمدة الدائرية فوق مستوى الأرض مما يسمح باستغلال الحيز الذي يتوفر عند ذاك تحت المبنى. ويفترض هذا الاقتراح لطبيعة الحال باستخدام نظام إنشائي هيكلي يعتمد على الخرسانة المسلحة.
2. المسقط الحر الذي يوفره هذا النظام الإنشائي من حيث توفر الإستقلالية التامة للقواطع الداخلية عن العناصر الإنشائية الساندة للأسقف.
3. الواجهات الحرة التي يوفرها ذات النظام الإنشائي أيضًا، بفضل الإستقلالية التي يتمتع بها الجدار الخارجي أيضا عن العناصر الإنشائية الساندة.
4. الشبابيك الأفقية الطويلة المنزلقة أفقيا.
5. حديقة السطح التي تتوفر باستخدام الساكنين كنتيجة طبيعية للأسقف المستوية التي أصبحت ممكنة بفضل التطورات في مجال الخرسانة المسلحة.

وقد قام بتطبيق تلك المبادئ في العديد من المساكن المستقلة التي صممها في نهاية العشرينات وبداية الثلاثينات مثل فيلا ستاين في غارش عام 1927، فيلا بيزوه في قرطاج بتونس عام 1928، كذلك في الفيلا الشهيرة، فيلا سافوي في بواسي عام 1929 - 1931. وقد عرض لو كوربوزييه في معرض فايسنهوف الإسكاني في شتوتغارت عام 1927 تلك النقاط الخمس لزوار المعرض في الكاتالوج المرافق للمعرض، جنبا إلى جنب مع عمارتين للشقق السكنية اعتمادا على إنموذج «الستروان» مما ضمن انتشارا أوسع لأفكار لو كوربوزييه ومبادئه في أوساط المعماريين الألمان والأوربيين بشكل عام في فترة حاسمة من تاريخ العمارة الأوربية تميزت بالاهتمامات المتزايدة في موضوع الإسكان، ليس فقط للتعويض عن الدمار الذي لحق بالعديد من المدن نتيجة للحرب العالمية الأولى، بل أيضا بسبب دخول موضوع الإسكان إلى صدار أولويات الحكومات الأوربية في ذلك الوقت، وبخاصة في الاتحاد السوفيتي حيث كان توفير المسكن الملائم لكل فرد من أفراد المجتمع أمرا واجبا وضروريا التزمت به الدولة، كما اتضح في البيان الصادر عام 1924 عن الاجتماع الثالث عشر للحزب الشيوعي باعتبار الإسكان أهم قضية في الحياة المادية للعمال.

### المودولور

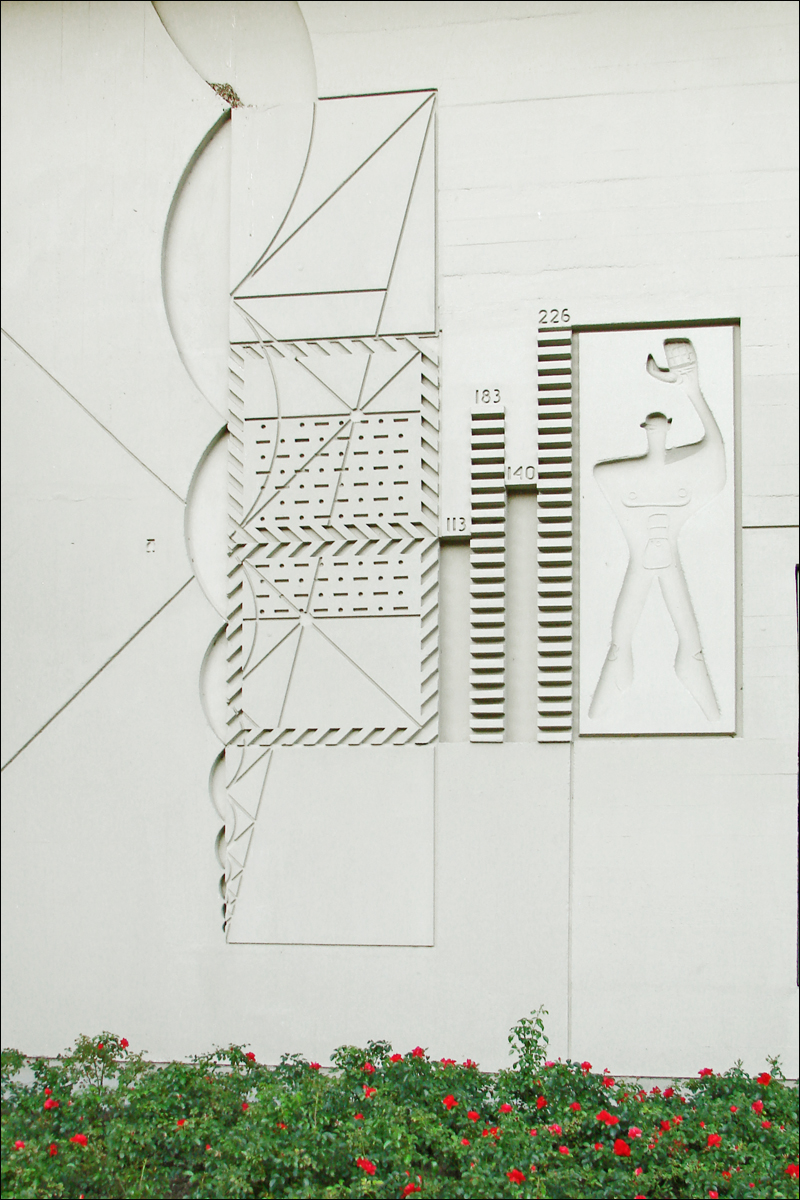
جدارية في برلين منحوت عليها المودولور.

وضع لو كوربوزييه في عام 1947 نظاماً للقياسات البشرية ذا أبعاد يُستعمل لتحديد نسب المنحوتات والتصاميم الفنية بشكل عام، أطلق عليه اسم «مودولور». وهو عبارة عن متوالية أرقام يحصل عليها بضرب الرقم بالعدد الذهبي 5+2/1. وهو سلم من المقاييس المتدرجة والمتناسقة مع المقياس الإنساني، يطبق عالمياً في الهندسة المعمارية والميكانيكية.
وقد أوجد لو كوربوزييه أسلوباً جديداً من خلال المودولور ليس فقط لخلق فضاءات معمارية معاصرة، بل أيضاً رؤية منطقية لفهم المتطلبات الحياتية للإنسان الحديث بنواحيها المادية والمعنوية. يعتبر اختراع المودولور أحد أهم إنتاجات هذا المعماري وذلك بتقديمه طريقة مبتكرة للقياس تجمع بين الإرهاف الفني والحساب العقلاني للأشياء.
في عام 1948 ظهر أول كتاب عن المودولور، وظهر الجزء الثاني في عام 1954.

### الأثاث
استوحى لو كوربوزييه عدداً من أفكاره التصميمية من مقاهي اعتاد أن يرتادها بباريس. وتدل بساطة تصاميمه على رغبته المعلنة بالوصول بتصميم المسكن إلى نوع من الكمال النوعي Perfection of Type أسوة بما فعله المهندس الصناعي في تصميم الآلات والسيارات والطائرات والبواخر العملاقة. وقد انطبق هذا الأمر بالنسبة للو كوربوزييه على تصميم أدوات المطبخ، والأدوات الموسيقية، والأثاث المنزلي، وغيرها من الأدوات التي أصبحت أشياء نمطية، لبلوغها الكمال النوعي، مثل كرسي تونيه Thonet Chair المصنوع من الخشب المنحني الذي اعتبره لو كوربوزييه أفضل كرسي تم تطوير تصميمه تدريجياً إلى درجة الكمال. كما صمم لو كوربوزييه عدداً من الكراسي الشهيرة الأخرى، منها LC-1 وLC-2 وLC-3 وLC-4، وهي اختصار لاسم "Le Courbosier".

### الفنون والرسم

كتاب عن أهم أعمال لوكوربوزييه.

لم يقتصر تطبيق مفهوم الكمال النوعي لدى لو كوربوزييه على الفنون الصناعية، بل كان له وجود في الرسم والفنون التشكيلية بشكل عام كما في العمارة. فقد كان هذا التفكير في صميم الثورة الفنية التي أراد لو كوربوزييه وزميله الفنان الفرنسي أميديه أوزنفان إطلاقها بتأسيسهما تيار النقاء كبديل عن الفن التكعيبي. وكما ورد في كتابهما «ما بعد التكعبية» الذي صدر عام 1918 دعا المؤلفان إلى التمعن في جذور الفن التكعيبي، وبخاصة في أعمال سيزان، والابتعاد عن التهافت الذي آل إليه الفن التكعيبي على يدي بيكاسو وباراك، وغيرهما من الفنانين التكعيبين.
وتصحيح المسيرة الفنية كان يتطلب في نظر لو كوربوزييه وأوزنفان، العودة إلى ما بدأه سيزان باختزاله كافة أشكال الطبيعة إلى ثلاثة: الكرة، الأسطوانة، المخروط ومتابعة النهج الذي يعتمد على الوحدة البلاستيكية للأشكال الطبيعية التي نراها والتي هي غير قابلة للتجزئة إلى مسطحات لونية مستقلة تفقد فيها الأشكال وحدتها البلاستيكية وتصبح غير مفهومة للمشاهد، كما آل إليه الأمر في أعمال بيكاسو، وباراك، والتكعيبيين بشكل عام.

### مؤلفات
ألّف لو كوربوزييه عدداً من الكتب، ولقد ظهرت مقالاته المكثفة في بعض منها مما تم تأليفه بين عامي 1923-1925، من أهم تلك المؤلفات:
- كتاب «رحلة الشرق»، 1913.
- كتاب «نحو عمارة جديدة»، 1923.
- كتاب «فن التزيين اليوم»، 1925.
- كتاب «التحضر»، 1925.
- كتاب «الرسم الحديث»، 1925.
- كتاب «مدينة الغد».

## تكريمات

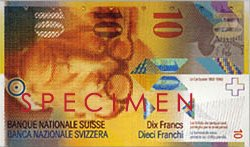
عملة سويسرية تحمل صورة لو كوربوزييه.

نال لو كوربوزييه في عام 1961، جائزتين من أهم الجوائز العالمية في العمارة، هما جائزة معهد فرنكلن وجائزة جمعية المعماريين الأمريكية. كما تم تكريمه لاحقاً بوضع صورته على ورقة العشرة فرنكات سويسرية في 8 نيسان/ أبريل 1997، حيث يظهر بنظارات ذات زجاج مستدير كبير، أسود في المحيط، كان يرتديها عادة.
كما تم تسمية عدة أماكن في العالم باسمه، كما في باريس في فرنسا، حيث أُطلق اسمه على أحد ساحتها. وفي لافال، كيبك في كندا، حيث أُطلق اسمه على إحدى جاداتها (لو كوربوزييه بوليفارد). وفي بيونس أيرس بالأرجنتين، أُطلق اسمه على أحد شوارعها. أما في الهند فقد أُطلق اسمه على أحد متاحف شانديغار.

## من أقواله المأثورة
- الجرأة والرغبة في الإبداع « Oser et vouloir créer ».
- البيت هو آلة للسكن، وهو أيضاً كنيسة العائلة.
- العمارة تختم الحلف بين الإنسان والطبيعة بالهندسة التي تحكمها قوانين الكون.
- العمارة هي انبثاق الإنسان الأساسي، حيث أن أي عمل على نطاق حجم الإنسان هو ارتباط في التراث مصنوع من وصلات السلسلة الثورية المتعاقبة للماضي.
- العظمة ليست في الحجم ولكن القصد.

## أعمال مختارة
من أعماله الكثيرة العديدة:
- 1912 - البيت الأبيض في فرنسا
- 1920 - المتحف الوطني للفن الغربي في طوكيو باليابان
- 1950 - كنيسة نوتر دام دي أو في فرنسا
- 1969 - كنيسة سان بيار دو فيرميني في فرنسا
- 1929 - فيلا سافوي في فرنسا
- 1946 - سيتي راديوز في مرسيليا بفرنسا
- 1956 - صالة الجمنيزيوم للألعاب الرياضية في بغداد بالعراق

## وفاته

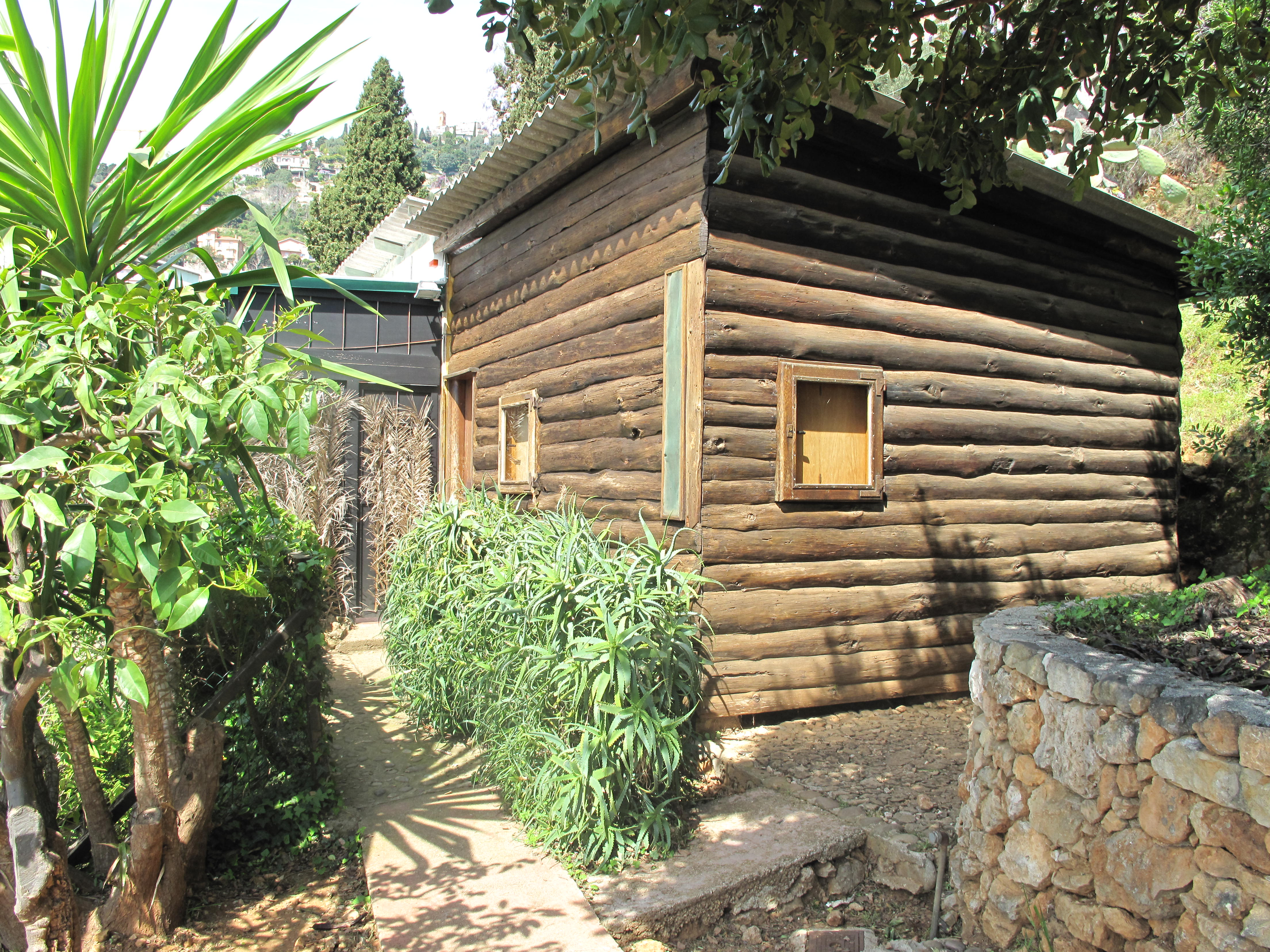
كوخ لوكوربوزييه بجنوب فرنسا.

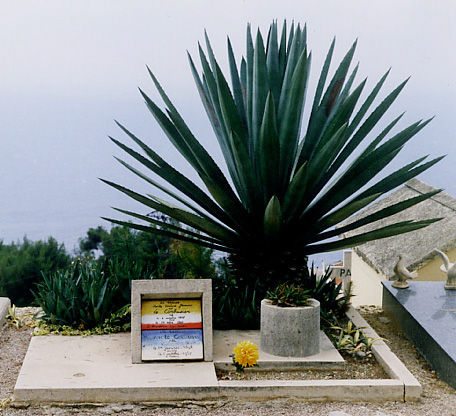
قبر لو كوربوزييه بجنوب فرنسا.

وفي سنوات عمره الأخيرة، انهالت على لو كوربوزييه العروض لتصميم المباني المختلفة، مثل مركز الفنون البصرية في جامعة هارفارد 1960-196، الذي ساعده فيه تلميذه المعماري الإسباني خوزيه-لوي سرت، والذي كان المشروع الوحيد الذي تم تنفيذه للو كوربوزييه في الولايات المتحدة، والسفارة الفرنسية في برازيليا 1965، ونادي اليخوت في شانديغار 1965، وجناح معرض زيورخ في سويسرا 1967، والمستشفى المركزي في فينيسيا في إيطاليا 1965، الذي عمل ضمن فريق التصميم فيه أحد أبرز المعماريين المعاصرين هو المعماري السويسري ماريو بوتا.
على الرغم من كل ذلك، كان أحب شيء إلى قلب لو كوربوزييه، كوخه الصيفي الصغير (3.6X3.6) المطل على البحر في كاب مارتان في جنوب فرنسا، حيث كان يقضي إجازته بالقرب من لفيف من أصدقائه، وحيث توفي غرقاً في أحد أيام عام 1965. لا أحد يعلم على وجه التأكيد إن كانت تلك هي النهاية التي اختارها لنفسه. لكن تأثير لو كوربوزييه وانجازاته التي ما تزال ماثلة اليوم، لم ينته بوفاته، بل استمر على أجيال من أهم المعماريين المعاصرين، وخاصة أولئك الذين عملوا معه لفترات متفاوتة ضمن مشاريع مختلفة.

## معرض صور

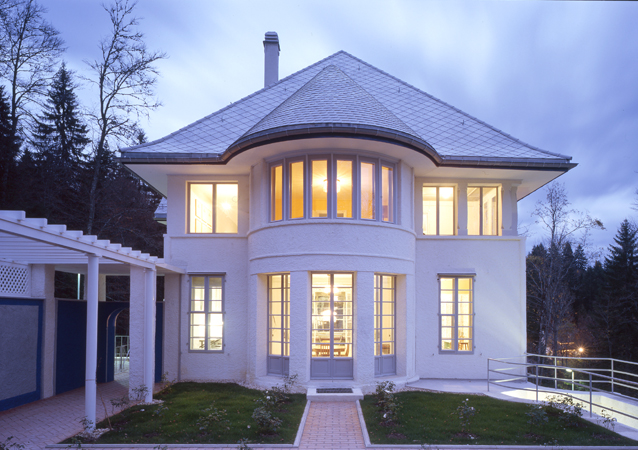
البيت الأبيض، فرنسا
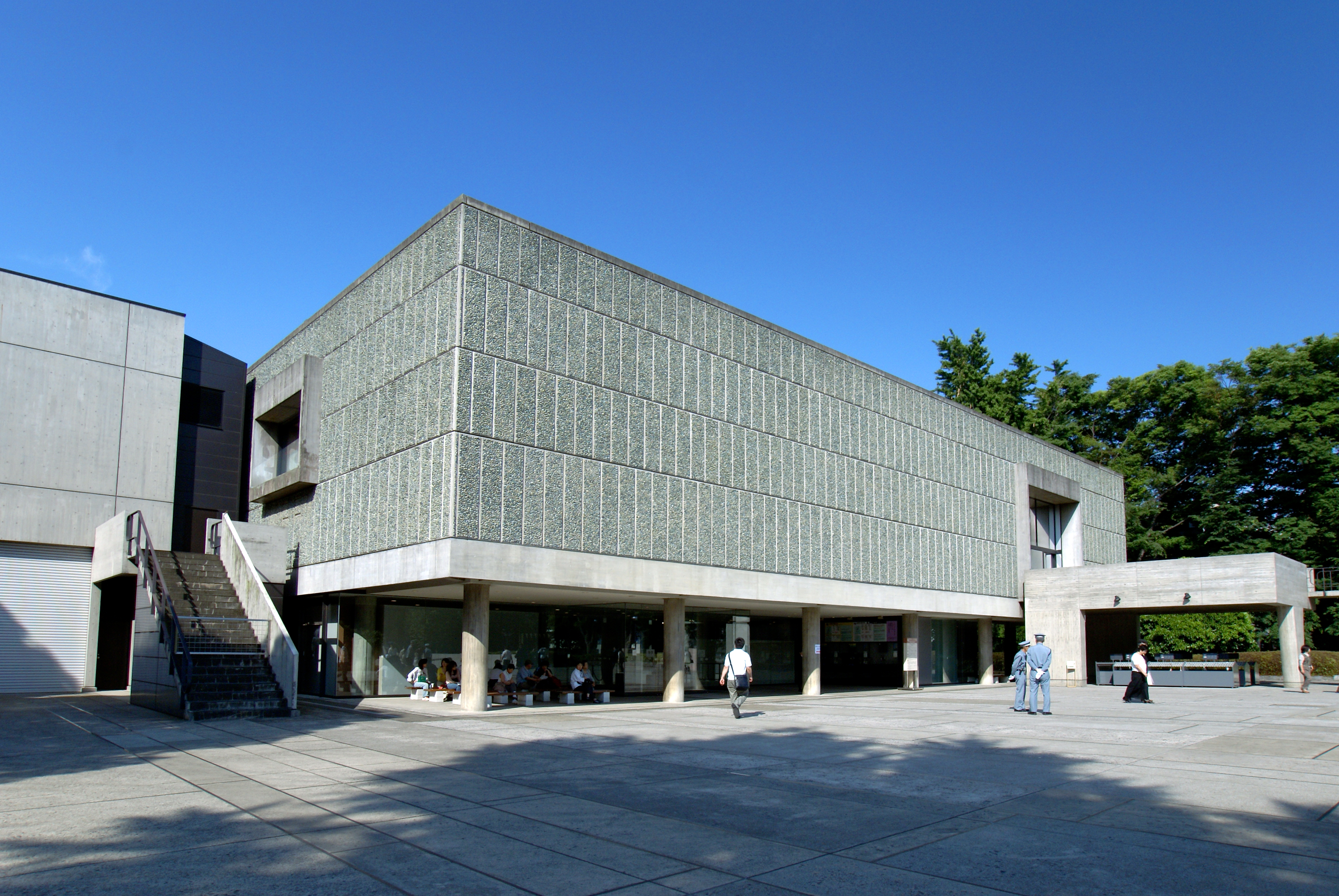
متحف الفن الغربي، اليابان
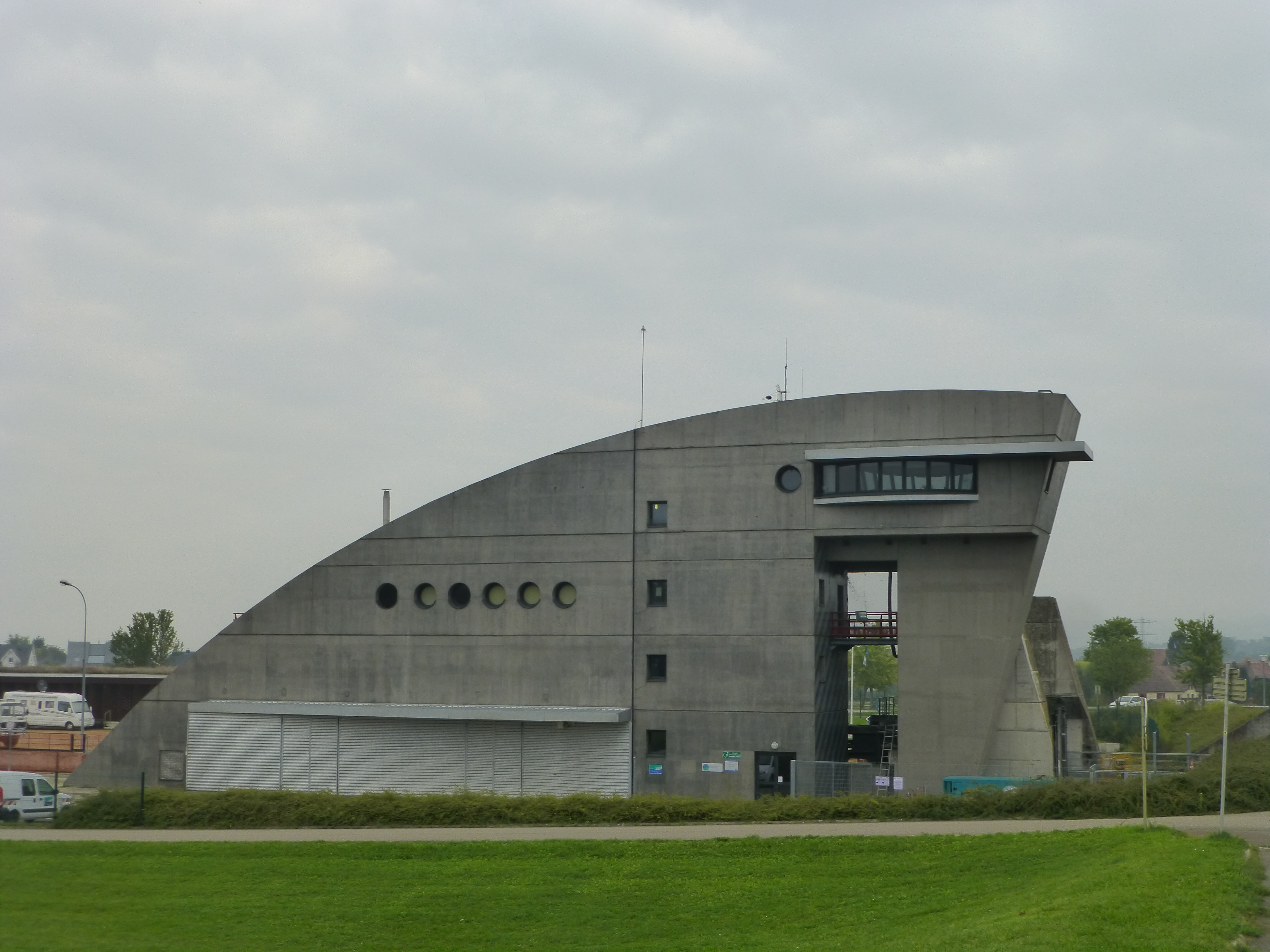
مبنى ووترغيت، فرنسا
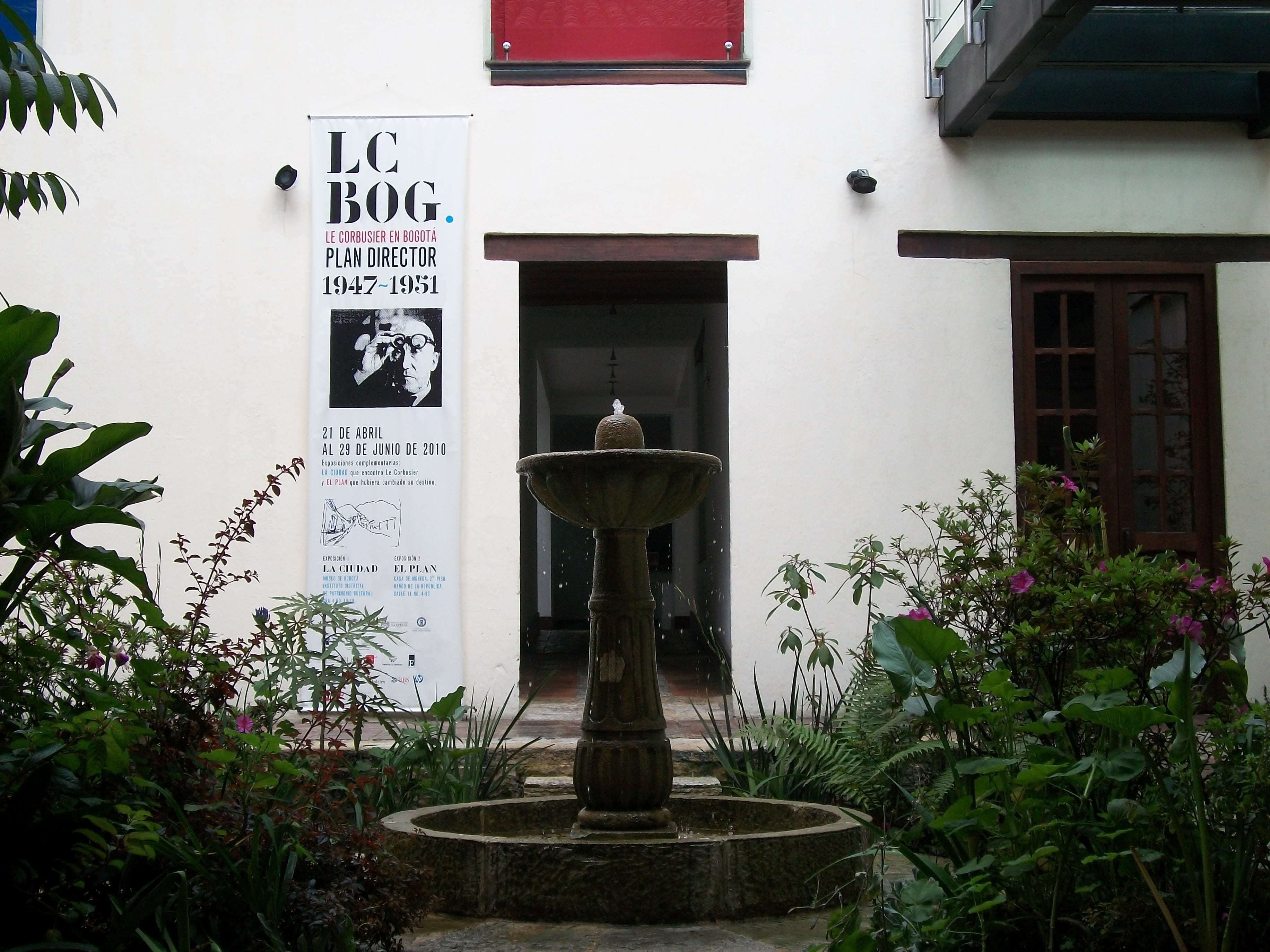
إكسبو لوكوربوزييه، كولومبيا
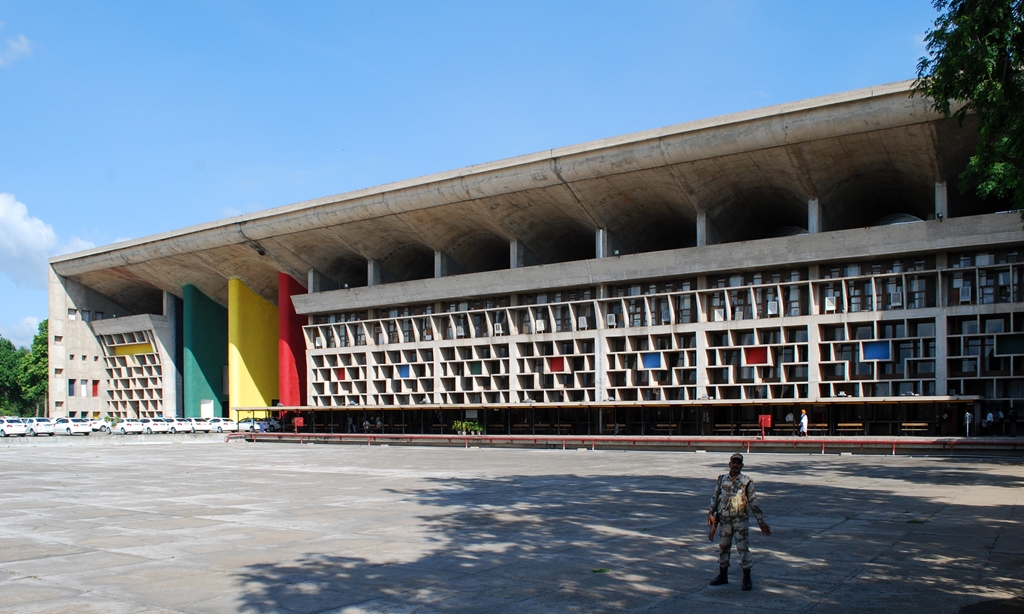
قصر العدل، شنديغار، الهند
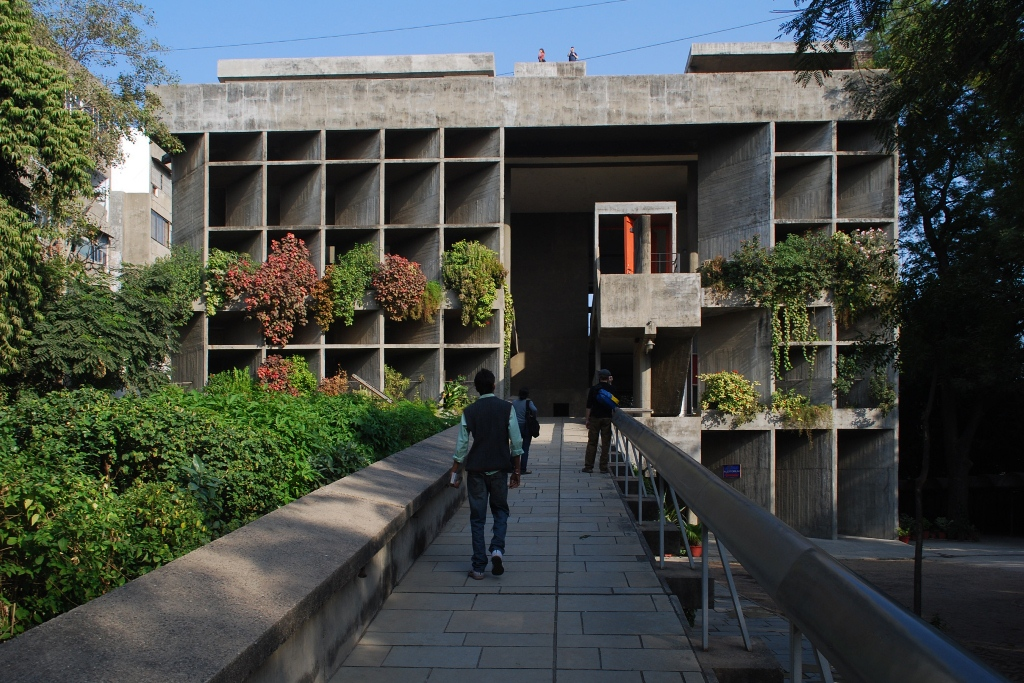
نقابة في شنديغار، الهند
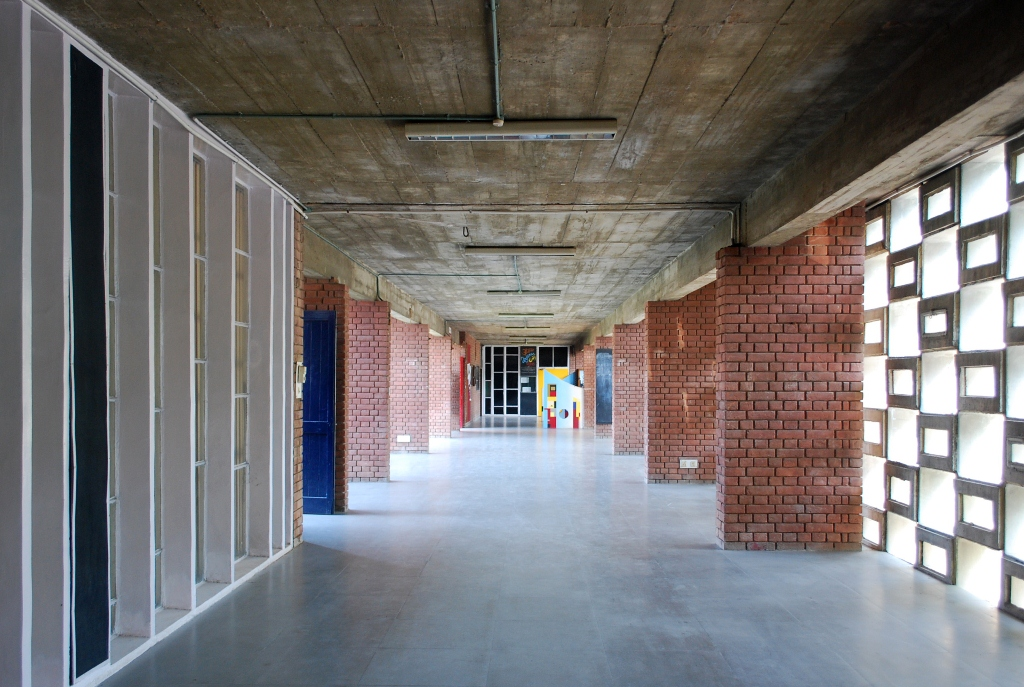
كلية العمارة بشنديغار، الهند
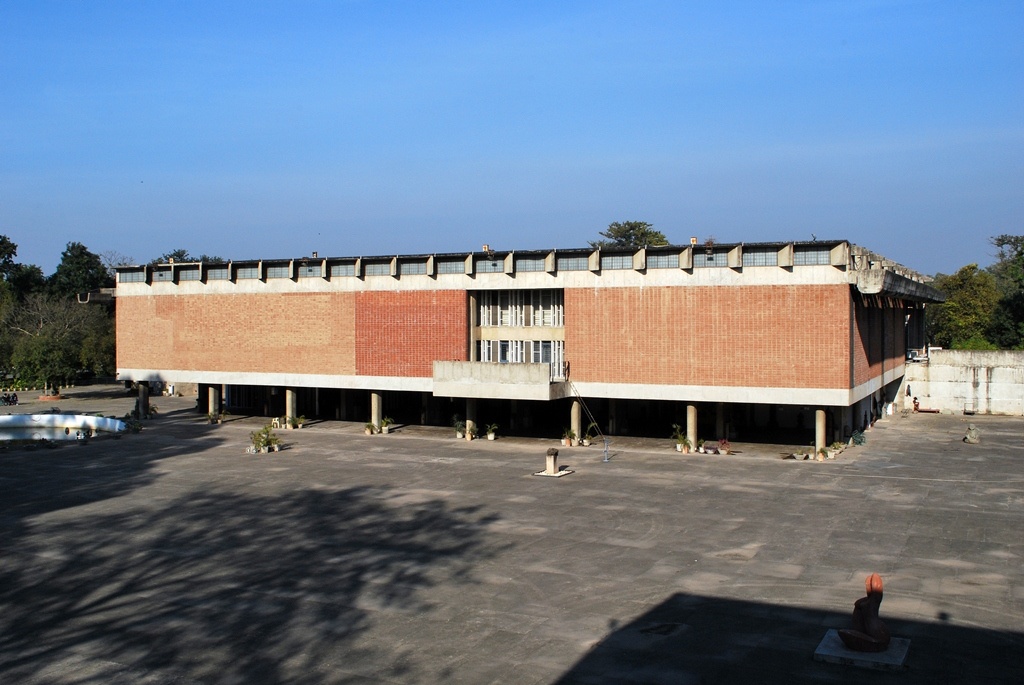
المتحف الحكومي بشنديغار، الهند
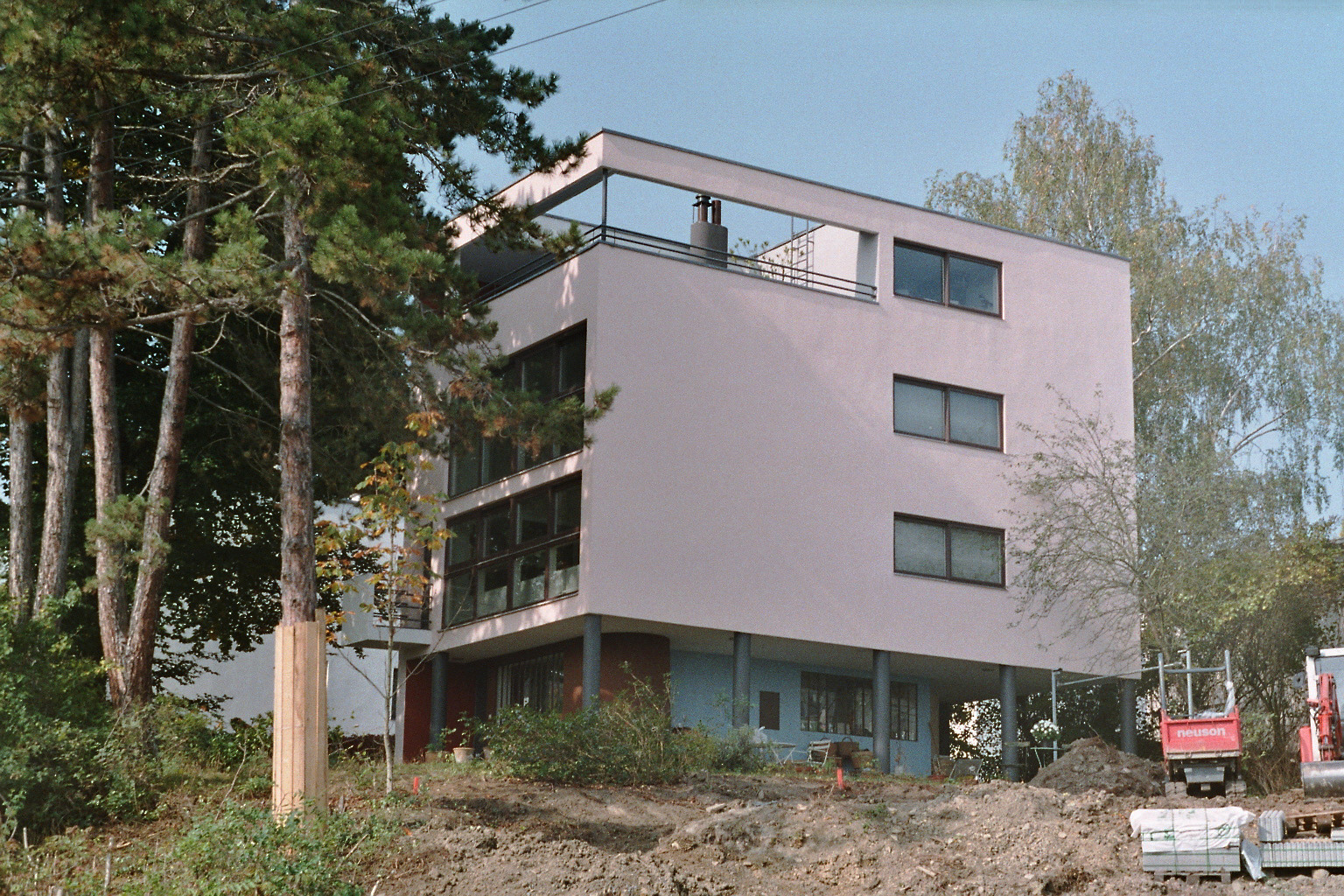
بيت ستروين بشتوتغارت، ألمانيا